# Liste der Biografien/Bog
Liste der Biografien |
Portal Biografien |
Personensuche
# |
A |
B |
C |
D |
E |
F |
G |
H |
I |
J |
K |
L |
M |
N |
O |
P |
Q |
R |
S |
T |
U |
V |
W |
X |
Y |
Z |
?
 
Ba |
Be |
Bd |
Bg |
Bh |
Bi |
Bj |
Bl |
Bm |
Bn |
Bo |
Br |
Bs |
Bu |
Bw |
By |
Bz
 
Boa–Boc |
Bod |
Boe |
Bof |
Bog |
Boh |
Boi–Bok |
Bol |
Bom |
Bon |
Boo |
Bop |
Boq |
Bor |
Bos |
Bot |
Bou |
Bov–Boz
Die Liste der Biografien führt alle Personen auf, die in der deutschsprachigen Wikipedia einen Artikel haben. Dieses ist eine Teilliste mit 521 Einträgen von Personen, deren Namen mit den Buchstaben „Bog“ beginnt.

## Bog
- Bøg Jørgensen, Annie (* 1951), dänische Badmintonspielerin
- Bog, Ingomar (1920–1987), deutscher Historiker

### Boga
- Boga, Jérémie (* 1997), französischer Fußballspieler
- Bogaard, Ed, niederländischer klassischer Saxophonist und Musikpädagoge
- Bogaard, Michael van den (* 1974), deutscher Fotograf
- Bogachev, Egor (* 1997), deutscher Volleyballspieler
- Bogacka, Sylwia (* 1981), polnische Sportschützin
- Bogaczyński, Igor (* 2003), polnischer Sprinter
- Bogadtke, Jens-Uwe (* 1957), deutscher Schauspieler und Synchronsprecher
- Bogaerde, Beppie van den (* 1953), niederländische Linguistin (Gebärdensprache) und Hochschullehrerin
- Bogaerde, Ulric Van den (1892–1972), britischer Fotojournalist, erster Art Editor der Times (London)
- Bogaers, Julianus Egidius (1926–1996), niederländischer Provinzialrömischer Archäologe
- Bogaers, Pieter (1924–2008), niederländischer Politiker (KVP, PPR)
- Bogaert, Abraham († 1727), niederländischer Apotheker, Chirurg und Schriftsteller
- Bogaert, Ben van den (* 1989), belgischer Eishockeyspieler
- Bogaert, Cesar (1910–1988), niederländischer Radrennfahrer
- Bogaert, Gaston (1918–2008), französisch-belgischer Maler des Surrealismus
- Bogaert, Gaston (1921–2022), belgischer Jazz- und Unterhaltungsmusiker (Schlagzeug, Arrangement)
- Bogaert, Hendrik (* 1968), belgischer Politiker und Staatssekretär
- Bogaert, Humberto (1901–1962), dominikanischer Politiker, Staatspräsident der Dominikanischen Republik
- Bogaert, Jan (1957–2024), belgischer Radrennfahrer
- Bogaert, Jane (* 1967), Schweizer Sängerin, Tänzerin, Komponist und ModelJane Bogaert (* 1967)

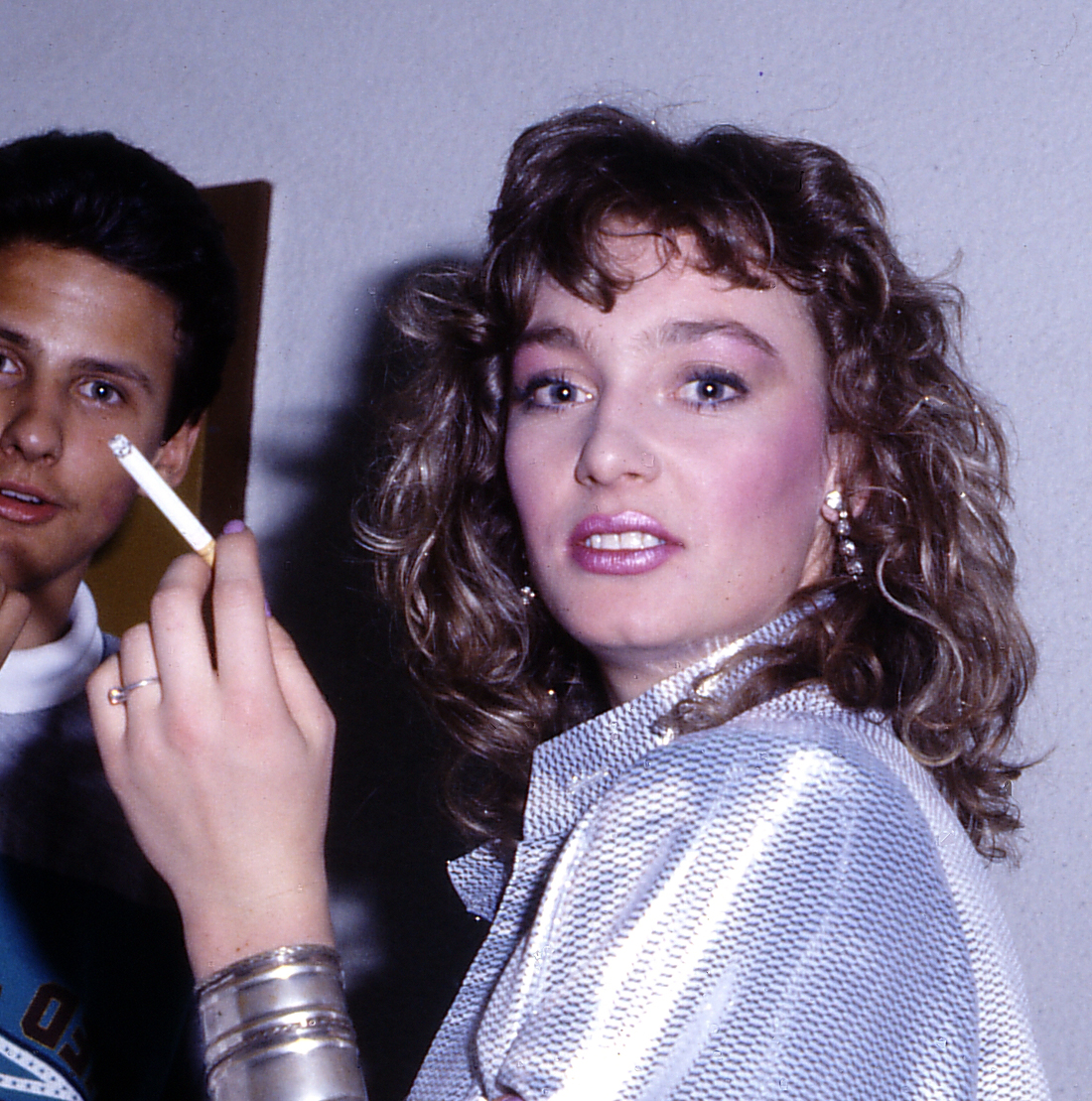
Jane Bogaert (* 1967)

- Bogaert, Lou (* 2004), französische Fußballspielerin
- Bogaert, Raymond (1920–2009), belgischer Althistoriker und Papyrologe
- Bogaert, Stephen (* 1967), kanadischer Filmschauspieler
- Bogaerts, Jan (* 1948), niederländischer Fotograf
- Bogaerts, Jean (1925–2017), belgischer Radsportler
- Bogaerts, Karine (* 1966), belgische Tischtennisspielerin
- Bogaerts, Romain (* 1993), belgischer Tennisspieler
- Bogaerts, Romualda (1921–2012), niederländische Bildhauerin
- Bogailei, Kleofas (1901–1989), österreichischer Kunstmaler
- Bogaio Constantino, António Manuel (* 1969), mosambikanischer römisch-katholischer Ordensgeistlicher und Weihbischof in Beira
- Bogajewski, Afrikan Petrowitsch (1873–1934), russischer Generalleutnant und Ataman der Donarmee
- Bogajewski, Konstantin Fjodorowitsch (1872–1943), russischer Maler
- Bogali-Titowez, Anna Iwanowna (* 1979), russische Biathletin
- Bogan, Gerald F. (1894–1973), US-amerikanischer Vizeadmiral der United States Navy und Marinepilot
- Bogan, Louise (1897–1970), US-amerikanische Lyrikerin und Literaturkritikerin
- Bogan, Lucille (1897–1948), US-amerikanische Blues-Sängerin und Songwriterin
- Boganda, Barthélemy (1910–1959), zentralafrikanischer Politiker
- Bogans, Keith (* 1980), US-amerikanischer Basketballspieler
- Bogányi, Bence (* 1976), ungarischer Fagottist und Hochschullehrer
- Bogár, László (* 1951), ungarischer Ökonom, Philosoph und Politiker, Mitglied des Parlaments
- Bogarde, Dirk (1921–1999), britischer Schauspieler und SchriftstellerDirk Bogarde (1921–1999)

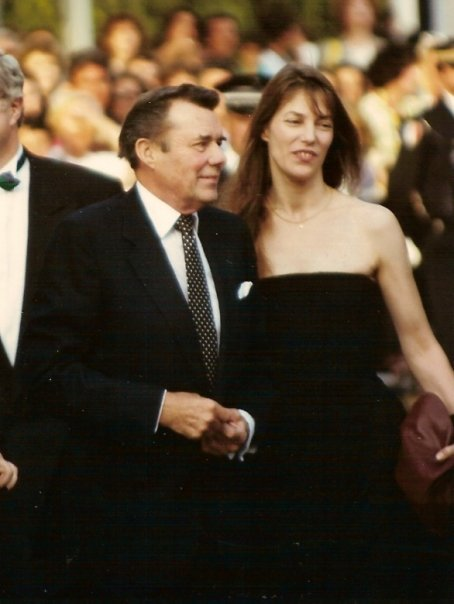
Dirk Bogarde (1921–1999)

- Bogarde, Melayro (* 2002), niederländischer Fußballspieler
- Bogarde, Winston (* 1970), niederländischer Fußballspieler
- Bogardus, Emory Stephen (1882–1973), US-amerikanischer Soziologe
- Bogardus, James (1800–1874), US-amerikanischer Erfinder, Architekt
- Bogarín, Juan Sinforiano (1863–1949), paraguayischer Geistlicher
- Bogart, Deanna (* 1959), US-amerikanische Pianistin, Sängerin, Songwriterin und Saxophonspielerin
- Bogart, Humphrey (1899–1957), amerikanischer SchauspielerHumphrey Bogart (1899–1957)

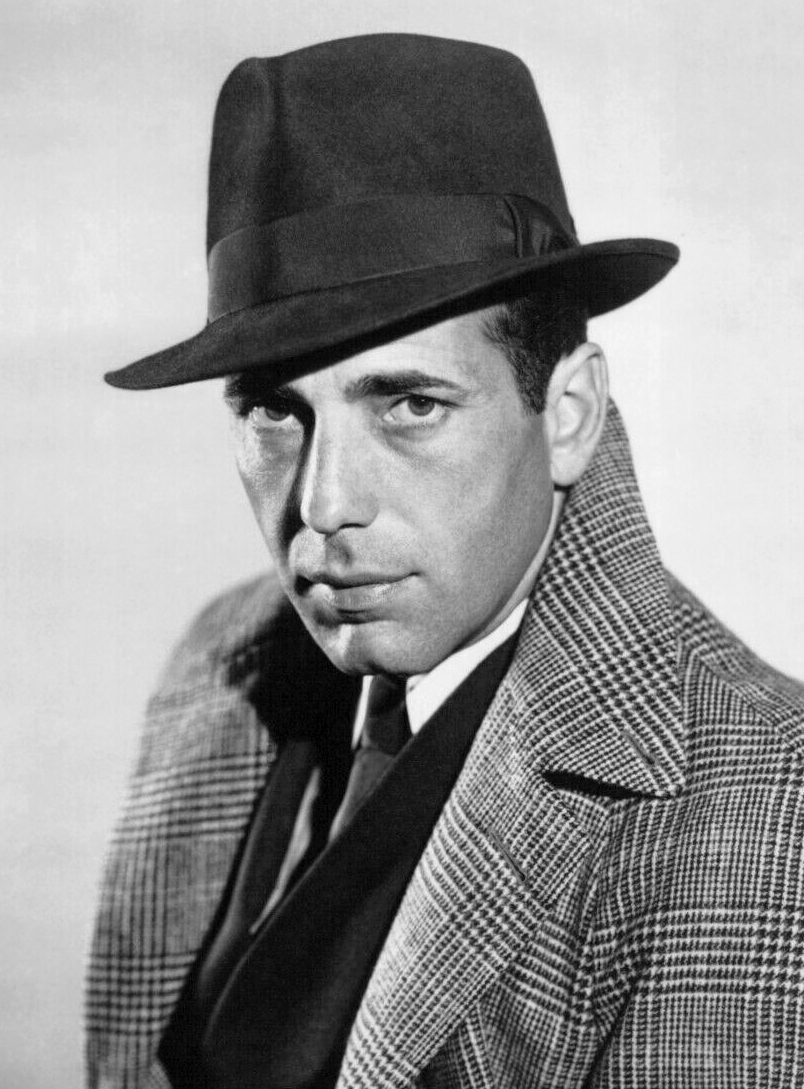
Humphrey Bogart (1899–1957)

- Bogart, Leo (1921–2005), US-amerikanischer Kommunikationswissenschaftler
- Bogart, Léon (1889–1953), französischer Turner
- Bogart, Neil (1943–1982), US-amerikanischer Manager
- Bogart, Paul (1919–2012), US-amerikanischer Filmregisseur
- Bogart, Stephen (* 1949), US-amerikanischer Filmproduzent und Romanautor
- Bogataj, Jure (* 1985), slowenischer Skispringer
- Bogataj, Marko (* 1976), slowenischer Skispringer
- Bogataj, Vinko (* 1948), slowenischer Skispringer
- Bogatikow, Oleg Alexejewitsch (1934–2022), russischer Geologe
- Bogatow, Juri Wjatschelawowitsch (* 1986), russischer Beachvolleyballspieler
- Bogatsch, Georg (1877–1940), deutscher Jurist
- Bogatsch, Rudolf (1891–1970), deutscher General und Autor
- Bogatschow, Wladimir Igorewitsch (* 1961), russischer Mathematiker und Hochschullehrer
- Bogatschowa, Anastassija (* 1998), kasachische Rennrodlerin
- Bogatschowa, Irina (* 1961), kirgisische Marathonläuferin
- Bogatschowa, Irina Petrowna (1939–2019), russische Opernsängerin (Mezzosopran)
- Bogatyrjow, Semjon Semjonowitsch (1890–1960), sowjetischer Musikwissenschaftler und Komponist
- Bogatzki, Dieter (1942–2000), deutscher Leichtathlet
- Bogatzki, Gerhard (* 1938), deutscher Maler, Zeichner und Grafiker
- Bogatzky, Hans Erich (1927–2009), deutscher Innenarchitekt
- Bogatzky, Karl Heinrich von (1690–1774), deutscher Erbauungsschriftsteller und Liederdichter des halleschen Pietismus
- Bogavac, Dragan (* 1980), montenegrinischer Fußballspieler
- Bogavac, Marija (* 1996), montenegrinische Speerwerferin
- Bogavac, Nebojša (* 1973), montenegrinischer Basketballspieler
- Bogazki, Wjatscheslaw Wjatscheslawowitsch (1913–1981), sowjetischer Geologe

### Bogb
- Bogbinder, Ambrosius († 1536), dänischer Politiker, Bürgermeister von Kopenhagen

### Bogd
- Bogd Khan († 1924), religiöses Oberhaupt des Buddhismus in der Mongolei
- Bogda, Eckhardt (* 1935), deutscher Schauspieler, Regisseur und Hörspielsprecher
- Bogdahn, Achim (* 1965), deutscher RundfunkmoderatorAchim Bogdahn (* 1965)

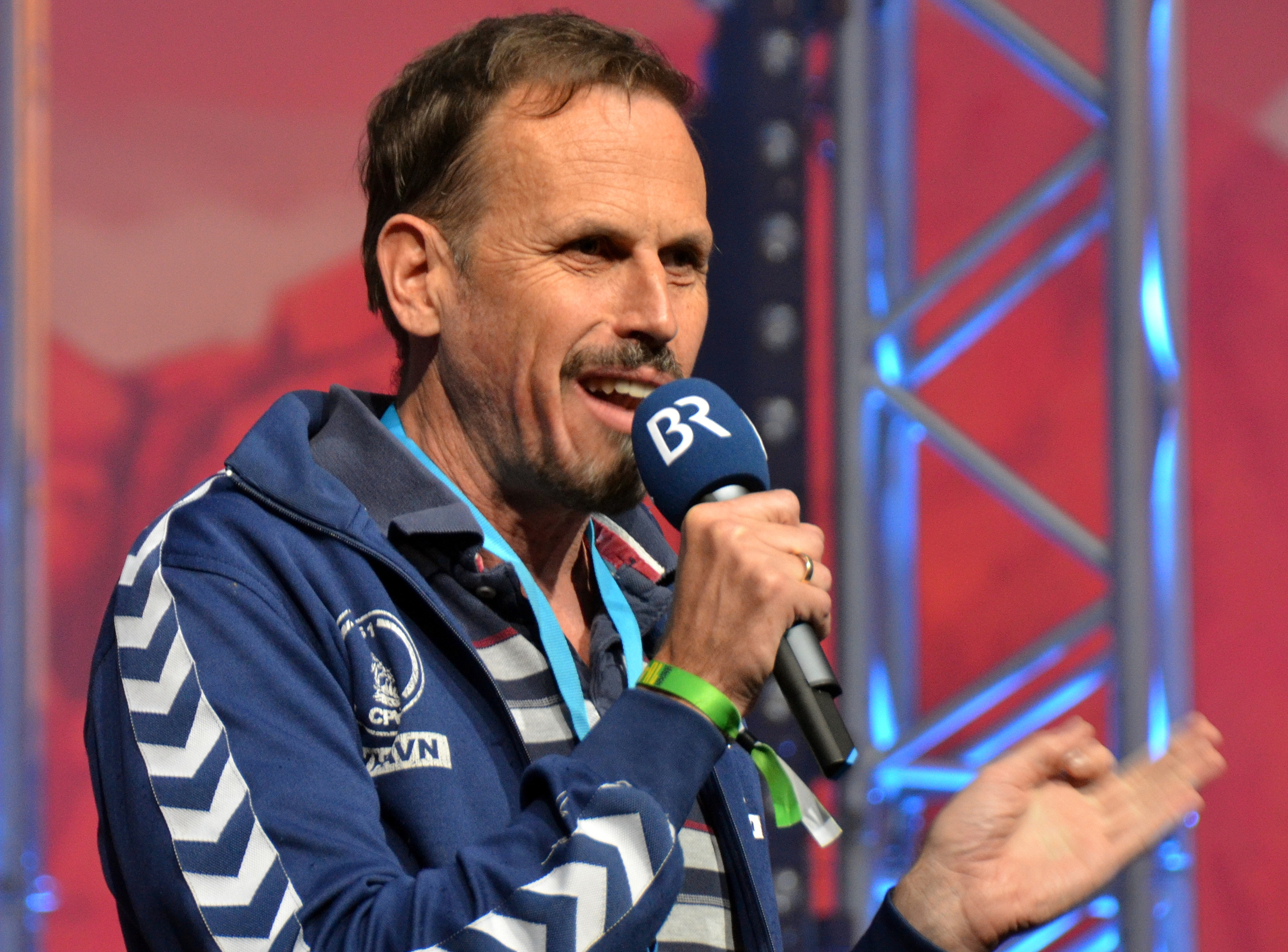
Achim Bogdahn (* 1965)

- Bogdahn, Martin (* 1936), deutscher evangelischer Bischof und Liedtexter
- Bogdahn, Winfred (1952–2016), deutscher Kommunalpolitiker (SPD)
- Bogdain, Andreas (* 1959), deutscher Maler
- Bogdal, Klaus-Michael (* 1948), deutscher Literaturwissenschaftler
- Bogdálek, Jaroslav (1929–2022), tschechoslowakischer Skirennläufer
- Bogdan III. (1479–1517), Woiwode des Fürstentums Moldau
- Bogdan IV. (1553–1574), Wojwode des Fürstentums Moldau
- Bogdán, Ádám (* 1987), ungarischer Fußballspieler
- Bogdan, Ana (* 1992), rumänische Tennisspielerin
- Bogdan, Elena (* 1992), rumänische Tennisspielerin
- Bogdan, Franko (* 1965), kroatischer Fußballspieler und -trainer
- Bogdan, Henrik (* 1972), schwedischer Religionswissenschafter und Autor
- Bogdan, Ioan (* 1956), rumänischer Fußballspieler
- Bogdan, Ion (1915–1992), rumänischer Fußballspieler und -trainer
- Bogdan, Isabel (* 1968), deutsche Literaturübersetzerin, Schriftstellerin und Bloggerin
- Bogdan, Jure (* 1955), kroatischer Geistlicher, römisch-katholischer Militärbischof
- Bogdan, Petar (1601–1674), katholischer Bischof, Historiker und Schlüsselfigur der bulgarischen Befreiungsbewegung
- Bogdan, Radu Ioan (* 1923), rumänischer Politiker (PCR), Hochschullehrer und Diplomat
- Bogdan, Rareș (* 1974), rumänischer Politiker
- Bogdan, Srećko (* 1957), kroatischer Fußballspieler und -trainer
- Bogdan, Volker (1939–2021), deutscher Schauspieler und Synchronsprecher
- Bogdan-Martin, Doreen (* 1966), US-amerikanische Telekommunikationsexpertin
- Bogdanas, Konstantinas (1926–2011), litauischer Bildhauer, Professor, Ehrenbürger der Rajongemeinde Jonava
- Bogdandy, Armin von (* 1960), deutscher RechtswissenschaftlerArmin von Bogdandy (* 1960)

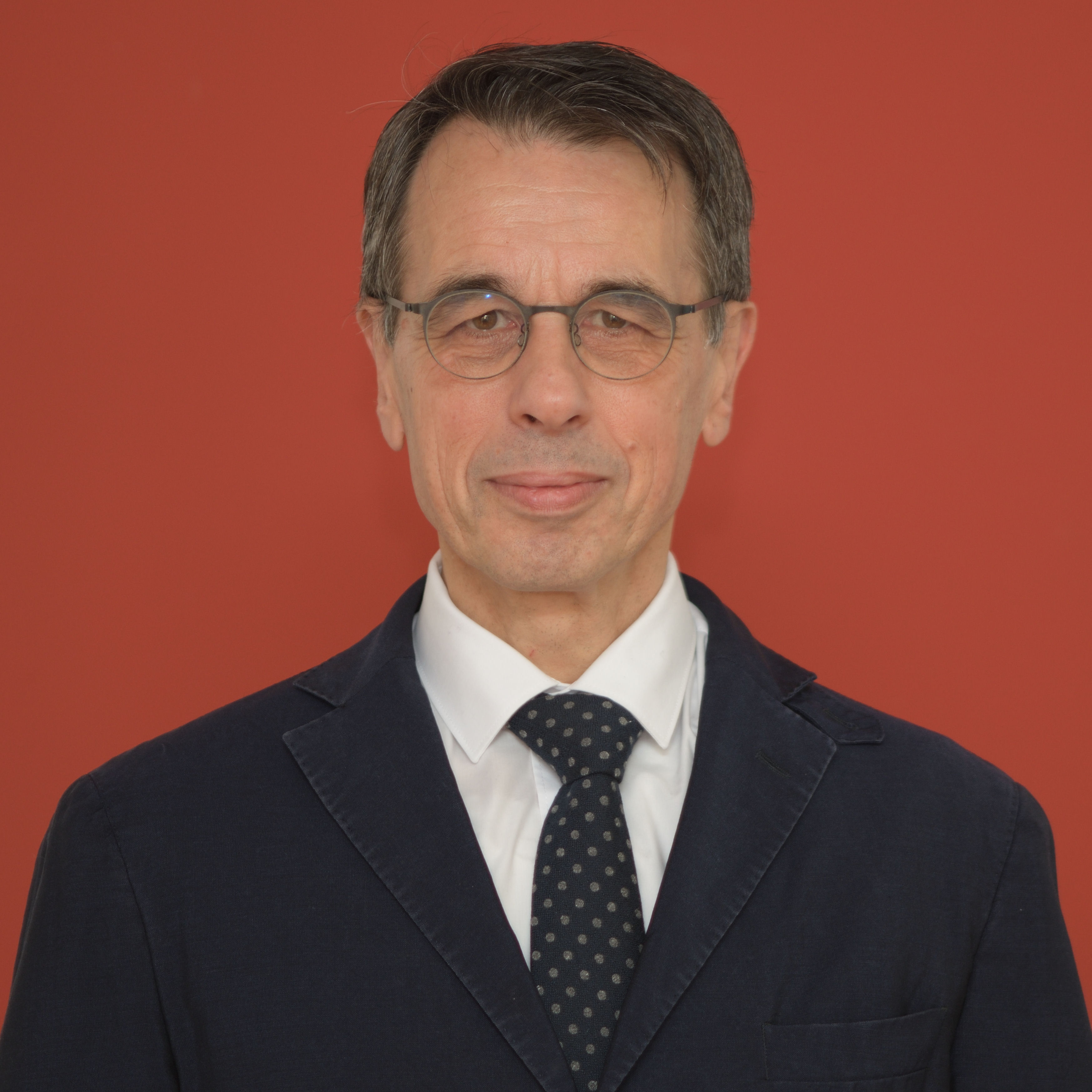
Armin von Bogdandy (* 1960)

- Bogdandy, Ludwig von (1930–1996), deutscher Manager
- Bogdándy, Stefan von (1890–1933), ungarischer Arzt und Physikochemiker
- Bogdánffy, Szilárd Ignác (1911–1953), rumänischer römisch-katholischer Weihbischof in Satu Mare und Oradea
- Bogdani, Erjon (* 1977), albanischer Fußballspieler
- Bogdani, Pjetër († 1689), Bischof von Shkodra und Erzbischof von Skopje sowie Autor der frühen albanischen Literatur
- Bogdani, Wanda von (1851–1888), polnische Opernsängerin (Sopran) und Gesangspädagogin
- Bogdanich, Emmerich Daniel (1762–1802), Mathematiker, Astronom, Geodät und Kartograf
- Bogdanoff, Grichka (1949–2021), französischer Autor und Fernsehmoderator
- Bogdanoff, Igor (1949–2022), französischer Autor und Fernsehmoderator
- Bogdanor, Vernon (* 1943), britischer Politikwissenschaftler und Verfassungsexperte
- Bogdanov, Ivan (* 1980), serbischer Hooligan und Rechtsextremist
- Bogdanov, Martin (* 1992), deutscher Basketballspieler
- Bogdanov, Michael (1938–2017), britischer Regisseur und Theaterintendant
- Bogdanova, Sofia (* 1979), russisch-deutsche Tänzerin und Tanzsporttrainerin
- Bogdanovas, Artūras (* 1983), litauischer Politiker, Vizeminister der Landwirtschaft
- Bogdanove, Jon (* 1958), US-amerikanischer Comiczeichner
- Bogdanovic, Alex (* 1984), britischer Tennisspieler
- Bogdanović, Bogdan (1922–2010), jugoslawischer bzw. serbischer Architekt, Stadttheoretiker und Essayist
- Bogdanović, Bogdan (* 1992), serbischer BasketballspielerBogdan Bogdanović (* 1992)

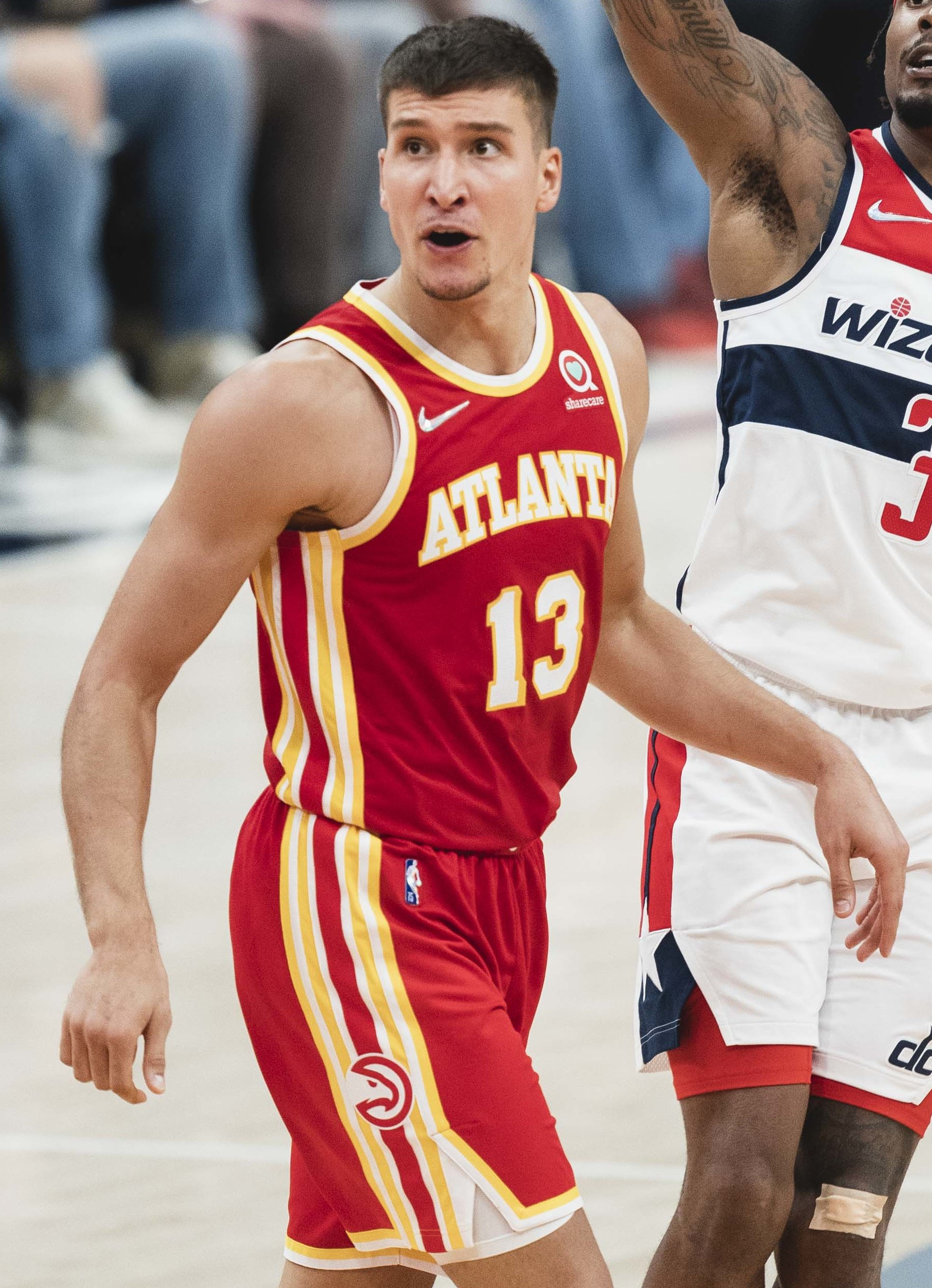
Bogdan Bogdanović (* 1992)

- Bogdanović, Bojan (* 1989), kroatischer Basketballspieler
- Bogdanović, Borislav (1934–2010), jugoslawischer bzw. serbischer Chemiker
- Bogdanović, Dušan (* 1955), amerikanischer Gitarrist und Komponist
- Bogdanović, Josip (* 1960), jugoslawischer bzw. kroatischer Fußballspieler
- Bogdanović, Katarina (1885–1969), serbische Philosophin, Frauenrechtlerin und Journalistin
- Bogdanović, Ljubiša (1953–2013), serbischer Amokläufer
- Bogdanović, Luka (* 1985), serbischer Basketballspieler
- Bogdanović, Maja (* 1982), serbische Cellistin
- Bogdanović, Mirna (* 1990), slowenisch-bosnische Jazzmusikerin (Gesang, Komposition)
- Bogdanović, Nenad (1954–2007), serbischer Politiker, Bürgermeister von Belgrad
- Bogdanović, Rade (* 1970), serbischer Fußballspieler
- Bogdanović, Tijana (* 1998), serbische Taekwondoin
- Bogdanovic, Viktor (* 1981), Schweizer Comiczeichner
- Bogdanovich, Peter (1939–2022), US-amerikanischer FilmregisseurPeter Bogdanovich (1939–2022)

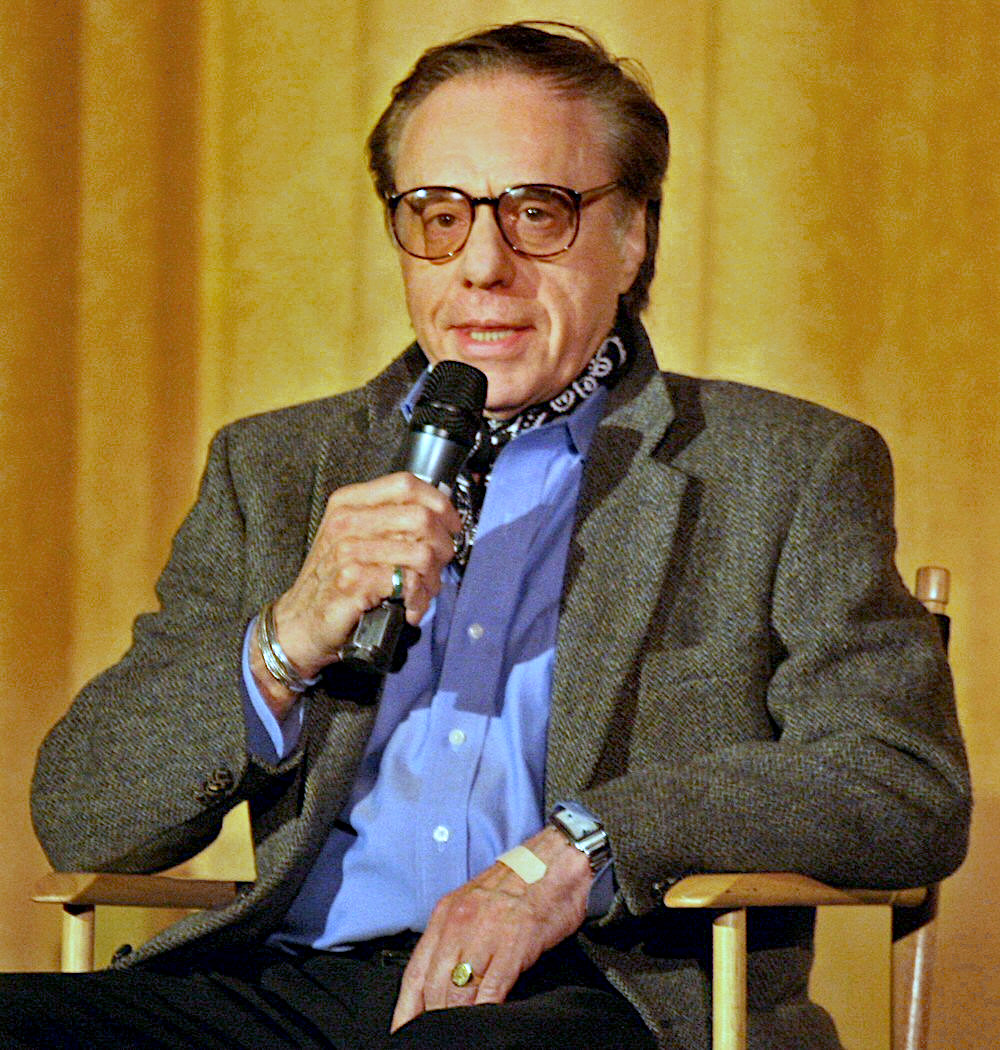
Peter Bogdanovich (1939–2022)

- Bogdanovs, Aivars (* 1965), lettischer Biathlet
- Bogdanovski, Vlatko (* 1964), nordmazedonischer Schachspieler
- Bogdanow, Alexander Alexandrowitsch (1873–1928), russischer Philosoph, Ökonom, Soziologe, ArztAlexander Alexandrowitsch Bogdanow (1873–1928)

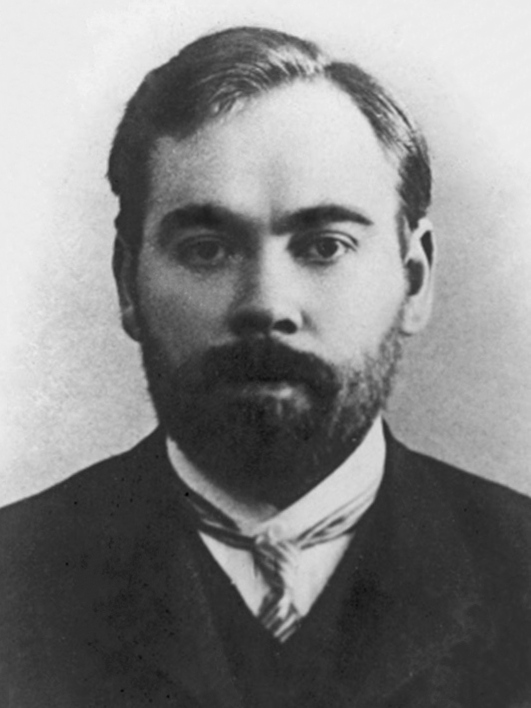
Alexander Alexandrowitsch Bogdanow (1873–1928)

- Bogdanow, Anatoli (* 1981), kasachischer Fußballspieler
- Bogdanow, Anatoli Iwanowitsch († 2001), sowjetischer Sportschütze
- Bogdanow, Anatoli Petrowitsch (1834–1896), russischer Zoologe und Hochschullehrer
- Bogdanow, Andrei Wladimirowitsch (* 1970), russischer Politiker
- Bogdanow, Dmitri Anatoljewitsch (* 1979), russischer Mittelstreckenläufer
- Bogdanow, Iwan Wassiljewitsch (* 1974), russischer Biathlet
- Bogdanow, Jewgeni (1952–2010), ukrainischer Schachkomponist
- Bogdanow, Juri Alexandrowitsch (* 1972), russischer Pianist und Hochschullehrer
- Bogdanow, Leonid Alexandrowitsch (1927–2021), sowjetischer Säbelfechter
- Bogdanow, Martin (* 1986), bulgarischer Biathlet
- Bogdanow, Michail Alexandrowitsch (1914–1995), sowjetischer bzw. russischer Szenenbildner und Artdirector
- Bogdanow, Michail Leonidowitsch (* 1952), russischer Politiker
- Bogdanow, Pawel Wassiljewitsch (1900–1950), sowjetischer Offizier
- Bogdanow, Pjotr Alexejewitsch (1882–1938), sowjetischer Politiker
- Bogdanow, Semjon Iljitsch (1894–1960), Chef der sowjetischen Militäradministration in Brandenburg
- Bogdanow, Wadim Andrejewitsch (* 1986), russischer Handballtorwart
- Bogdanow, Wladimir Leonidowitsch (* 1951), russischer Manager
- Bogdanow-Belski, Nikolai Petrowitsch (1868–1945), russischer Maler
- Bogdanowa, Anna Andrejewna (* 1984), russische Siebenkämpferin
- Bogdanowa, Julija Alexejewna (* 1964), russische Schwimmerin
- Bogdanowa, Nadeschda (* 1994), kasachische Siebenkämpferin
- Bogdanowa, Swetlana Wladimirowna (* 1964), sowjetische und russische Handballspielerin
- Bogdanowicz, Bernard († 1722), polnischer römisch-katholischer Theologe, Zisterzienser und Autor des Barock
- Bogdanowitsch, Modest Iwanowitsch (1805–1882), russischer Generalleutnant und Militärschriftsteller
- Bogdanowitsch, Tatjana Alexandrowna (1872–1942), russische bzw. sowjetische Schriftstellerin
- Bogdanowitsch-Dworschezki, Foma Ossipowitsch (1859–1920), russischer Architekt
- Bogdanowski, Fjodor Fjodorowitsch (1930–2014), sowjetischer Gewichtheber
- Bogdanowski, Konstantin Wiktorowitsch (* 1983), russischer Eishockeyspieler
- Bogdanowski, Nikolai Wassiljewitsch (* 1957), sowjetischer und russischer Militär
- Bogdanski, Hagen (* 1965), deutscher Kameramann
- Bogdanski, Katja, deutsche ehemalige Kinderdarstellerin
- Bogdantschikow, Sergei Michailowitsch (* 1957), russischer Manager
- Bogdányi, Titanilla (* 1986), ungarische Schauspielerin und Synchronsprecherin
- Bogdashina, Olga (* 1958), russische Linguistin und Autorin
- Bogdziul, Daniel (* 1994), litauischer Eishockeyspieler

### Boge
- Boge, Adolf (* 1874), deutscher Unternehmer
- Boge, Heinrich (1929–2020), deutscher Polizeibeamter, Präsident des Bundeskriminalamtes (1981–1990)
- Böge, Kuno (1926–2007), deutscher Fußballtrainer
- Böge, Kurt (1926–2009), deutscher Politiker (CDU), MdL
- Bogé, Olivier (* 1981), französischer Jazzmusiker
- Böge, Reimer (* 1951), deutscher Politiker (CDU), MdEP
- Böge, Sigrid (* 1935), deutsche Mathematikerin
- Böge, Ulf (* 1942), deutscher Volkswirt und Präsident des Bundeskartellamtes
- Boge-Erli, Nortrud (* 1943), deutsche Kinder- und Jugendbuchautorin
- Bogedain, Bernhard (1810–1860), römisch-katholischer Geistlicher und Schulrat
- Bogedan, Claudia (* 1975), deutsche Sozialwissenschaftlerin und Bremer Senatorin (SPD)Claudia Bogedan (* 1975)

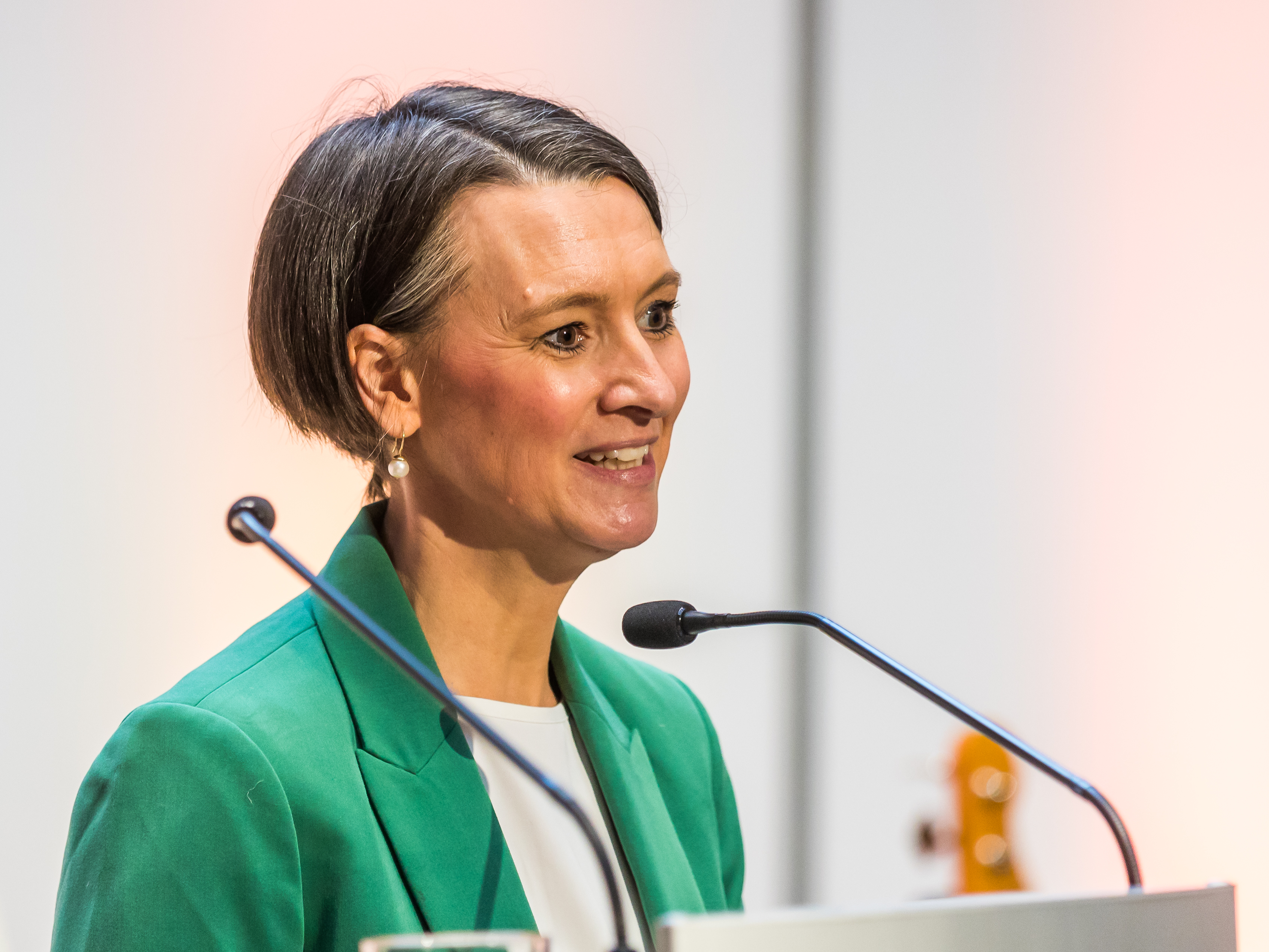
Claudia Bogedan (* 1975)

- Bögeholz, Susanne (* 1966), deutsche Fachdidaktikerin (Biologie) und Professorin der Georg-August-Universität Göttingen
- Bögel, Hans-Peter (* 1941), deutscher Sprecher, Schauspieler, Regisseur und Schauspiellehrer
- Bögel, Helmuth (1927–2019), deutscher Geologe, Mineraloge und Scherenschnittkünstler
- Bogel, Peter (* 1959), deutscher Basketballspieler
- Bögel, Rudolf (1880–1964), württembergischer Oberamtmann und Landrat
- Bögel, Theodor (1876–1973), deutscher Klassischer Philologe und Gymnasiallehrer
- Bögel-Hoyer, Claudia (* 1961), deutsche Politikerin (FDP), MdB
- Bögelein, Karl (1927–2016), deutscher Fußballspieler und -trainer
- Bogelot, Isabelle (1838–1923), französische Feministin und Philanthropin
- Bögelsack, Friedhelm (* 1955), deutscher Eishockeyspieler
- Bögelsack, Ulrich (1909–1961), deutscher Jurist
- Bøgelund, Kasper (* 1980), dänischer Fußballspieler
- Bogen, Albert (1882–1961), österreichisch-ungarischer Fechter
- Bogen, Alfred (1885–1944), deutscher Lehrer, Schulrat, Naturschützer und Museumsleiter
- Bogen, Barbara (* 1959), deutsche Hörfunkautorin und Kulturkritikerin
- Bogen, Erna (1906–2002), ungarische Florettfechterin
- Bogen, Georg Heinrich (1780–1841), deutscher Beamter
- Bogen, Günter (* 1930), deutscher Richter
- Bogen, Hans Joachim (1912–2002), deutscher Botaniker und Hochschullehrer
- Bogen, Joseph (1926–2005), US-amerikanischer Neurophysiologe und Neurochirurg
- Bogen, Ludwig (1809–1886), Landtagsabgeordneter Großherzogtum Hessen
- Bogen, Rico (* 2000), deutscher Triathlet
- Bogen, Sarah (* 1989), deutsche Schauspielerin und Drehbuchautorin
- Bogen, Steffen (* 1967), deutscher Spieleautor und Kunsthistoriker
- Bogen, Wolfgang (* 1928), deutscher Erfinder, Unternehmer, Wirtschaftsberater und Politiker (REP)
- Bogenberger, Ariela (* 1962), deutsche Drehbuchautorin, Produzentin, Kabarett-Regisseurin und JournalistinAriela Bogenberger (* 1962)

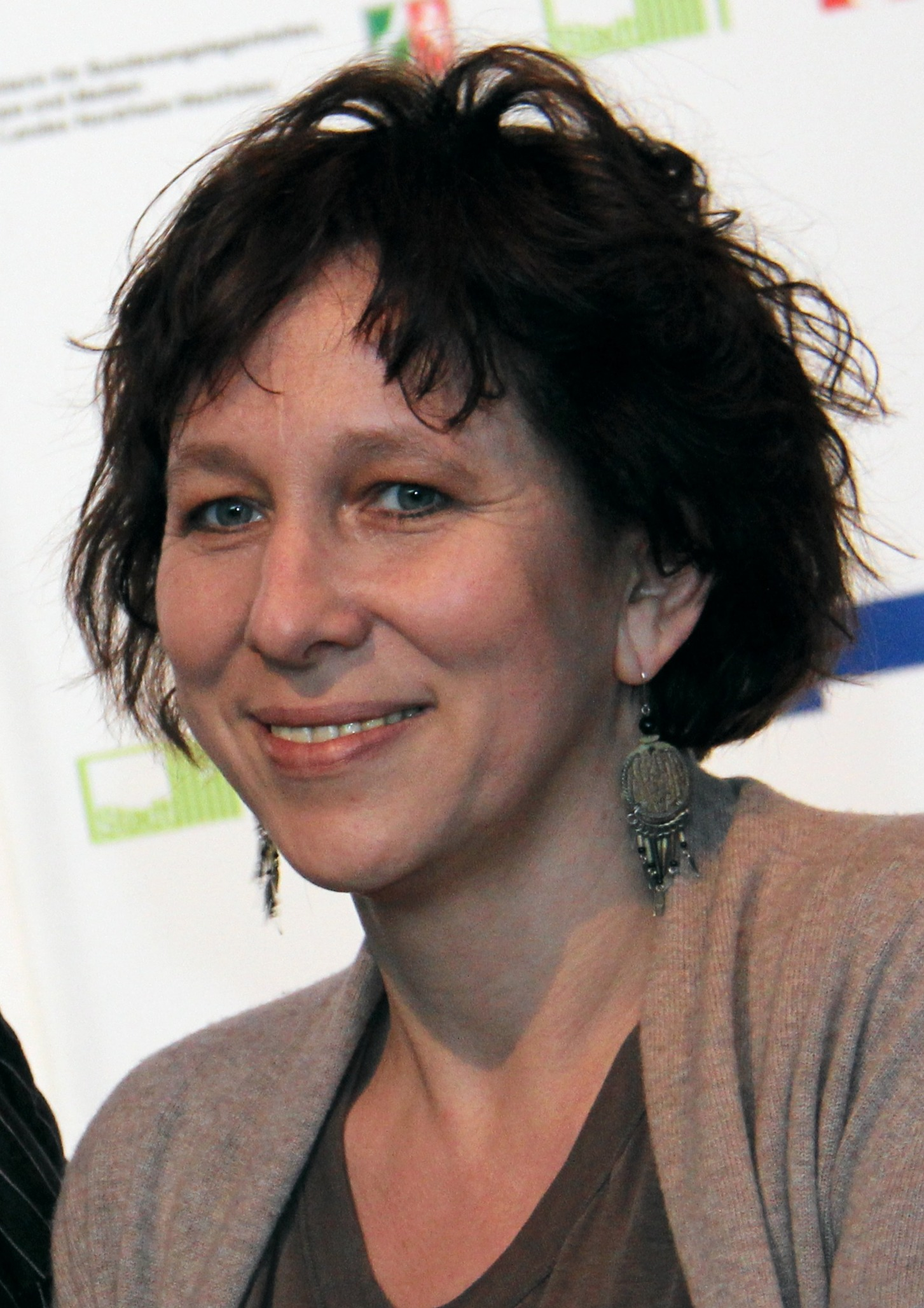
Ariela Bogenberger (* 1962)

- Bogenberger, Klaus (* 1971), deutscher Ingenieurwissenschaftler, Verkehrswissenschaftler und Hochschullehrer
- Bogenberger, Thomas (* 1952), deutscher Komponist für Film-, Hörspiel- und Theatermusik sowie Krimiautor
- Bogendörfer, Friedrich Ritter von (1869–1945), deutscher Generalmajor im Zweiten Weltkrieg
- Bogendorfer, Josef (1858–1925), österreichischer Politiker; Abgeordneter zum Abgeordnetenhaus
- Bogeng, Gustav Adolf Erich (1881–1960), deutscher Jurist und Bibliophiler
- Bogenhard, Alfred (1876–1932), deutscher Jurist und Kunstsammler
- Bogenkrantz, Zacharias, mitteldeutscher Steinmetz und Bildhauer
- Bogenreiter, Engelbert (1905–1957), österreichischer Landwirt und Politiker (ÖVP), Landtagsabgeordneter
- Bogenrieder, Arno (1944–2024), deutscher Botaniker und Hochschullehrer
- Bogenschneider, Waldemar (* 1932), deutscher Politiker (SED), MdV
- Bogenschütz, Kerstin (* 1995), deutsche Fußballspielerin
- Bogensperger, Heribert (* 1959), österreichischer Politiker (ÖVP), Mitglied des Bundesrates
- Bogenstätter, Anton (1899–1981), deutscher Jurist und Politiker
- Bogentanz, Bernhard (1494–1540), deutscher Musiktheoretiker
- Boger, Alfred (1873–1919), deutscher Theaterschauspieler
- Böger, Anna (* 1977), deutsche SchauspielerinAnna Böger (* 1977)

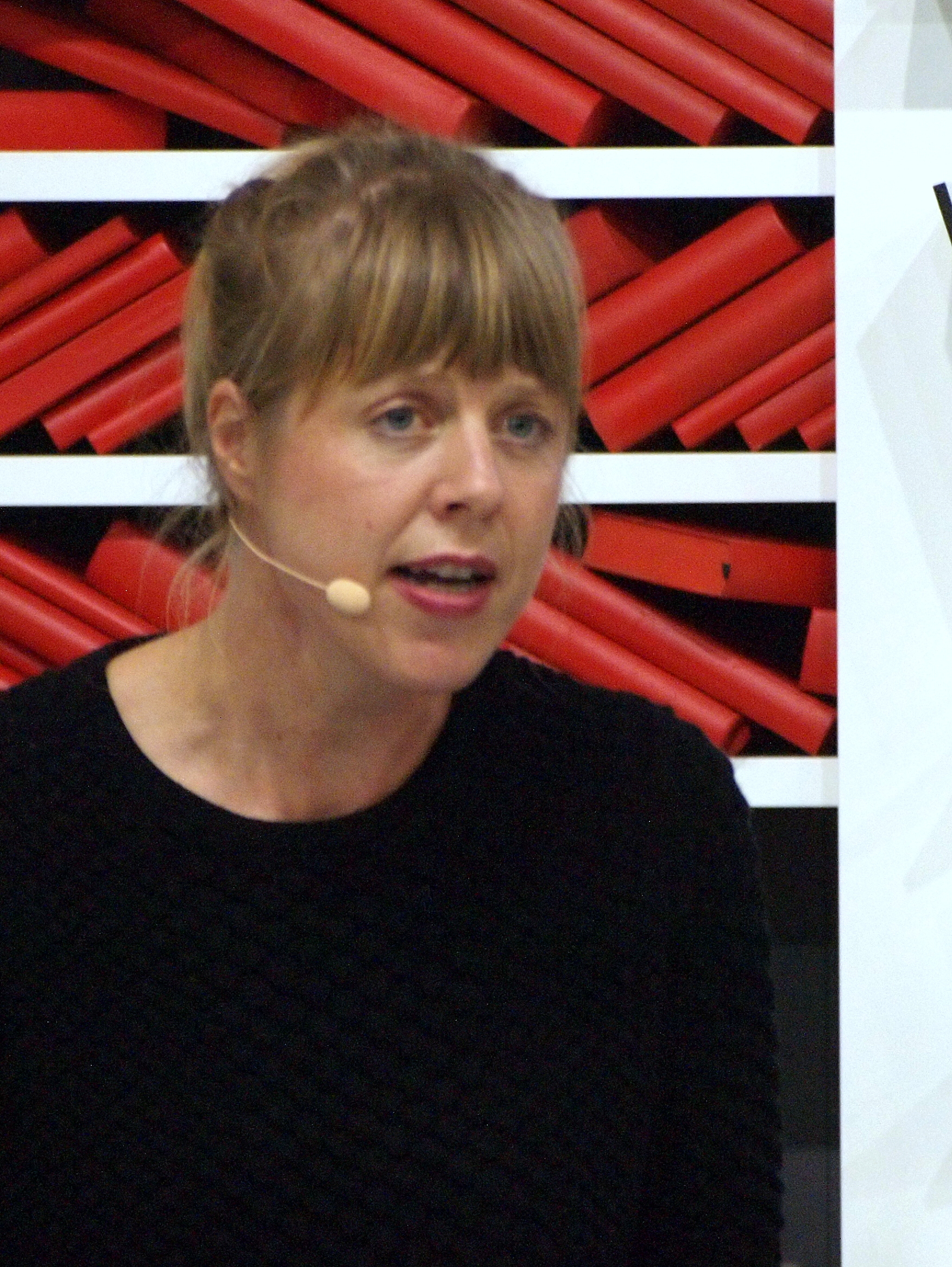
Anna Böger (* 1977)

- Böger, Astrid (* 1967), deutsche Amerikanistin
- Boger, Chaim (1876–1963), israelischer Pädagoge und Politiker (Knesset)
- Boger, Cyrus Maxwell (1861–1935), US-amerikanischer Homöopath
- Boger, Dale L. (* 1953), US-amerikanischer Chemiker (synthetische Organische Chemie, Bioorganische Chemie, medizinische Chemie)
- Böger, Helmut (* 1949), deutscher Journalist und Schriftsteller
- Boger, Hinrich († 1505), deutscher Dichter, Theologe und Humanist
- Boger, Jerome (* 1955), US-amerikanischer Schiedsrichter im American Football
- Böger, Johann Heinrich, deutscher Jurist, Gesandter bei den Westfälischen Friedensverhandlungen
- Boger, Joshua (* 1951), US-amerikanischer Chemiker und Unternehmer
- Böger, Kay (* 1971), deutscher Schauspieler
- Böger, Klaus (* 1945), deutscher Politiker (SPD), MdA
- Böger, Mechtild (* 1960), deutsche bildende Künstlerin
- Böger, Peter (1935–2015), deutscher Biologe und Botaniker
- Böger, Rolf (1908–1995), deutscher Jurist und Politiker (FDP), MdB
- Böger, Stefan (* 1966), deutscher FußballspielerStefan Böger (* 1966)

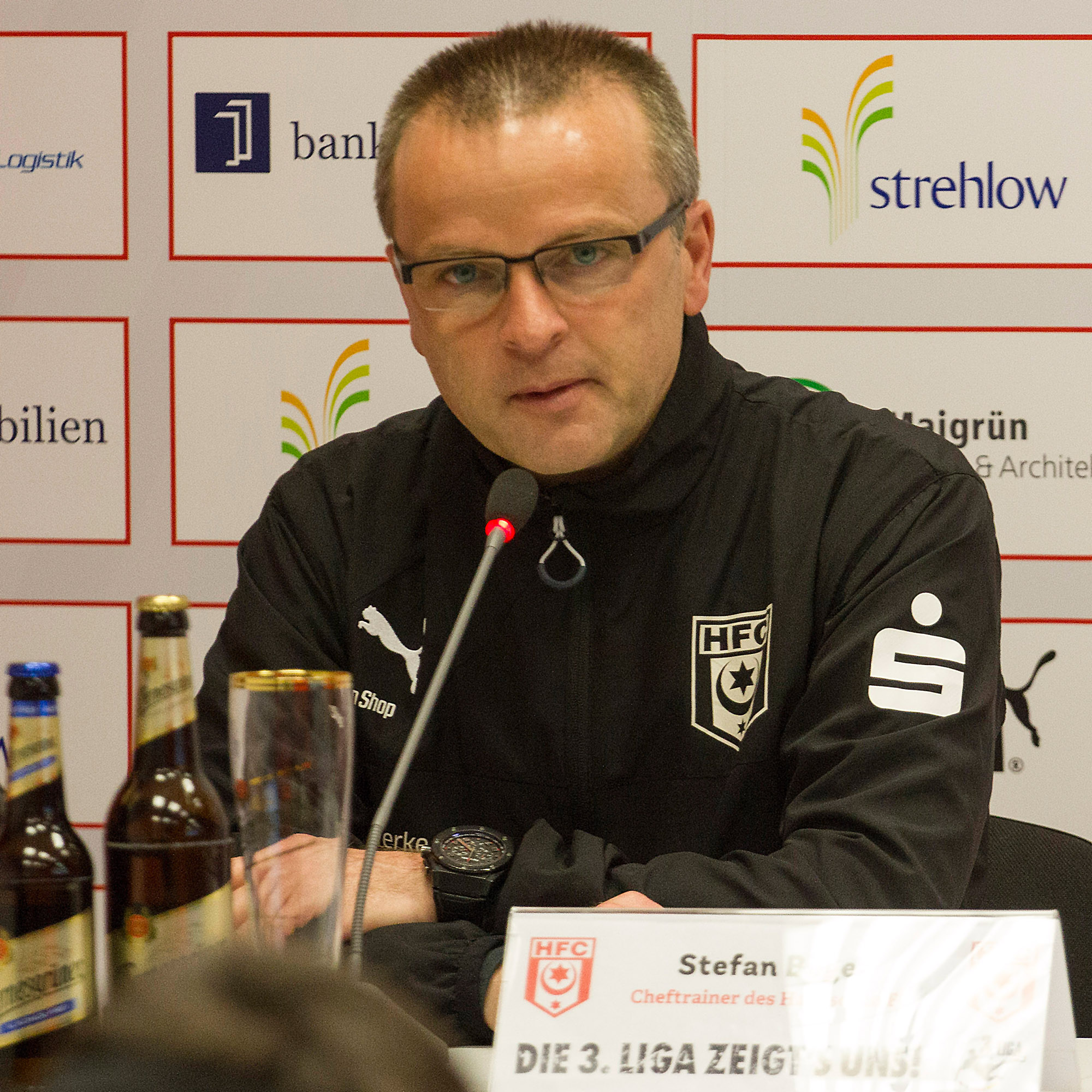
Stefan Böger (* 1966)

- Boger, Thomas (* 1970), deutscher Dirigent und Trompeter
- Böger, Wilhelm (1831–1907), deutscher Klavierbauer
- Boger, Wilhelm (1906–1977), deutscher SS-Oberscharführer und Auschwitz-Verbrecher
- Boger-Langhammer, Margot (1888–1968), deutsche Kunstpädagogin und Schriftstellerin
- Bögerl, Maria (* 1956), deutsche Frau, Entführungs- und Mordopfer
- Bogerman, Johannes (1576–1637), reformierter Theologe
- Bögershausen, Ulli (* 1954), deutscher Gitarrist
- Bogert, Josh (* 2000), kanadischer Schauspieler und Sänger
- Bogert, Marston T. (1868–1954), US-amerikanischer Chemiker
- Bogert, Tim (1944–2021), US-amerikanischer Rockmusiker (Bass)Tim Bogert (1944–2021)

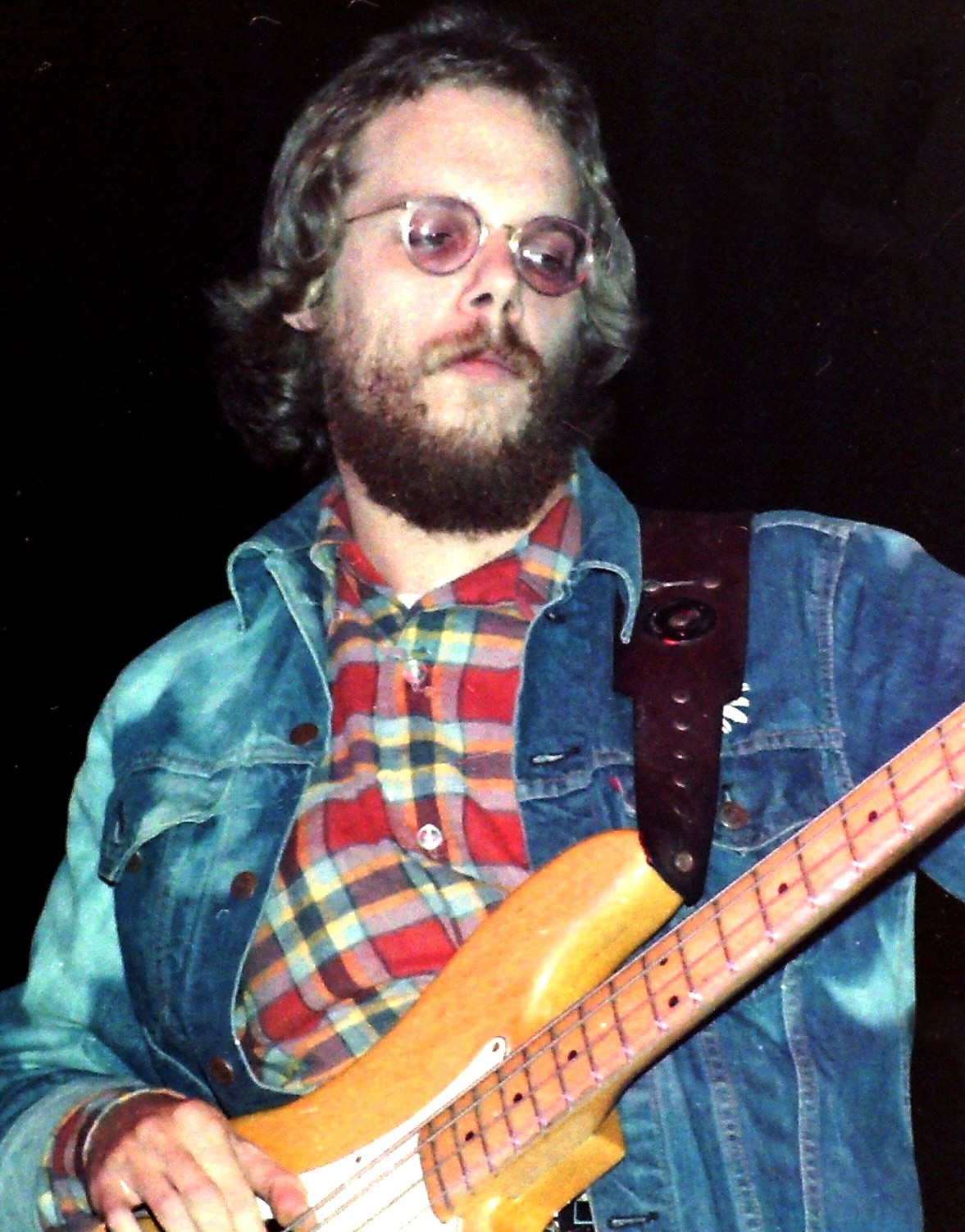
Tim Bogert (1944–2021)

- Bogert, William (1936–2020), amerikanischer Schauspieler
- Bogerts, Bernhard (* 1948), deutscher Psychiater und Hirnforscher
- Bogeschdorfer, Georg (* 1940), deutscher Fußballspieler
- Bogetić, Anton (1922–2017), kroatischer Geistlicher, Bischof von Poreč und Pula
- Bogetveit, Håvard Gutubø (* 1992), norwegischer Biathlet
- Bogey, Robert (* 1935), französischer Leichtathlet

### Bogg
- Boggan, Eric (* 1963), amerikanischer Tischtennisspieler
- Boggan, Scott (* 1961), amerikanischer Tischtennisspieler
- Boggan, Tim (* 1930), amerikanischer Tischtennisspieler, -funktionär und -historiker
- Boggasch, Mirjam (* 1969), deutsche Musikpädagogin und Hochschulpräsidentin
- Boggasch, Roger (1965–2015), deutscher Dirigent, Komponist und Arrangeur
- Bögge, Raphael (* 1979), deutscher Politiker (CSU)
- Böggemann, Luca (* 2004), deutscher Fußballtorwart
- Böggemann, Markus (* 1968), deutscher Biologe
- Böggemann, Markus (* 1969), deutscher Musikwissenschaftler und Hochschullehrer
- Böggering, Laurenz (1904–1996), deutscher Geistlicher und Weihbischof im Bistum Münster
- Böggering, Wilhelm (1902–1974), deutscher Politiker (CDU)
- Boggess, Sierra (* 1982), US-amerikanische Sängerin (Sopran) und MusicaldarstellerinSierra Boggess (* 1982)

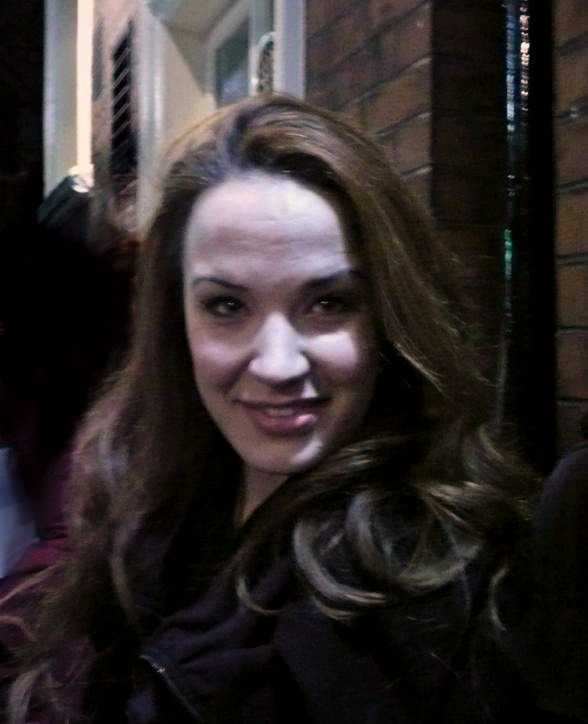
Sierra Boggess (* 1982)

- Boggia, Stefano (* 1980), italienischer Cyclocross- und Straßenradrennfahrer
- Boggiani, Tommaso Pio (1863–1942), italienischer Kardinal der römisch-katholischen Kirche und Erzbischof von Genua
- Boggiatto, Alessio (* 1981), italienischer Schwimmer
- Bøggild, Valdemar (1883–1943), dänischer Turner
- Boggio, Emilio (1857–1920), venezolanischer Maler
- Boggio, Norberto (1931–2021), argentinischer Fußballspieler
- Boggio, Tommaso (1877–1963), italienischer Mathematiker
- Boggis, Herzog von Aquitanien
- Boggs, Cale (1909–1993), US-amerikanischer Politiker
- Boggs, Danny Julian (* 1944), US-amerikanischer Jurist
- Boggs, David (1950–2022), US-amerikanischer Elektro- und Funkingenieur
- Boggs, Dock (1898–1971), US-amerikanischer Countrymusiker
- Boggs, Elizabeth Monroe (1913–1996), US-amerikanische Chemikerin und politische Aktivistin
- Boggs, Frank (1855–1926), französischer Maler
- Boggs, Grace Lee (1915–2015), US-amerikanische Autorin, antirassistische Bürgerrechtlerin und Feministin
- Boggs, Hale (* 1914), US-amerikanischer Politiker und Mitglied der Warren-KommissionHale Boggs (* 1914)

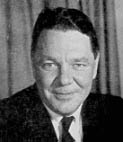
Hale Boggs (* 1914)

- Boggs, Haskell (1909–2003), US-amerikanischer Kameramann
- Boggs, Jean Sutherland (1922–2014), kanadische Kunsthistorikerin und Hochschullehrerin
- Boggs, Lilburn (1796–1860), US-amerikanischer Politiker
- Boggs, Lindy (1916–2013), US-amerikanische Politikerin
- Boggs, Philip (1949–1990), US-amerikanischer Wasserspringer
- Boggs, Ralph Steele (1901–1994), US-amerikanischer Romanist, Hispanist, Volkskundler, Parömiologe und Märchenforscher
- Boggs, Wade (* 1958), US-amerikanischer BaseballspielerWade Boggs (* 1958)

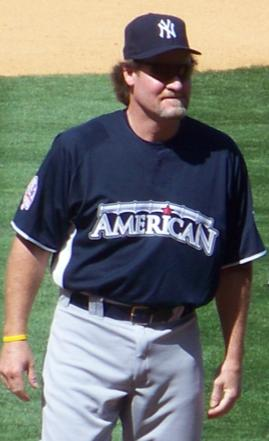
Wade Boggs (* 1958)

- Boggs, William Robertson (1829–1911), General der Konföderierten Staaten von Amerika im Amerikanischen Bürgerkrieg
- Bogguss, Suzy (* 1956), US-amerikanische Country-Sängerin

### Bogh
- Bøgh, Carl (1827–1893), dänischer Tier- und Landschaftsmaler
- Bøgh, Jan (* 1959), dänischer Manager
- Boghardt, Martin (1936–1998), deutscher Buchwissenschaftler und Bibliothekar
- Boghian, Andreea (* 1991), rumänische Ruderin
- Boghiguian, Anna (* 1946), ägyptische Malerin, Zeichnerin und Illustratorin
- Bøgholm, Karl (1898–1976), dänischer Journalist und Parlamentsabgeordneter
- Bøgholm, Niels (1873–1957), dänischer Anglist und Hochschullehrer
- Boghossian, Alain (* 1970), französischer Fußballspieler
- Boghossian, Joaquín (* 1987), uruguayischer Fußballspieler
- Boghossian, Paul (* 1957), US-amerikanischer Philosoph
- Boghossian, Peter (* 1966), US-amerikanischer Philosoph und Erziehungswissenschaftler
- Boghossian, Skunder (1937–2003), äthiopischer Künstler und Kunstlehrer
- Boghossian, Vartán Waldir (* 1940), brasilianischer Geistlicher und emeritierter armenisch-katholischer Bischof von Buenos Aires

### Bogi
- Bogić, Mladen (* 1949), slowenischer Eisenbahnpublizist und Eisenbahnmuseumsgestalter
- Bogić, Nikola (* 1981), serbischer Fußballspieler
- Bogićević, Bogić (* 1953), bosnischer Politiker
- Bogićević, Donny (* 2001), deutsch-kroatischer Fußballspieler
- Bogićević, Tijana (* 1981), serbische Sängerin
- Bogićević, Vladislav (* 1950), jugoslawischer Fußballspieler
- Bogijew, Wadim Iossifowitsch (* 1970), russischer Ringer
- Boginski, Friedhelm (* 1955), deutscher Politiker (FDP), MdB
- Bogios, Jim (* 1976), US-amerikanischer Schlagzeuger
- Bogisch, Frank (* 1956), deutscher Unternehmer, Ingenieur und Politiker (SPD), MdV, MdB
- Bogisch, Manfred (1933–2020), deutscher Historiker und Parteifunktionär (LDPD, BFD)
- Bogišić, Valtazar (1834–1908), dalmatinischer Jurist und Soziologe
- Bogislaw I. († 1187), Herzog von Pommern
- Bogislaw II. († 1220), Herzog von Pommern
- Bogislaw III., Fürst von Schlawe-Stolp
- Bogislaw IV. († 1309), Herzog von Pommern
- Bogislaw IX. († 1446), Herzog von Pommern-Stolp
- Bogislaw V., Herzog von Pommern
- Bogislaw VI. († 1393), Herzog von Pommern-Wolgast
- Bogislaw VII. († 1404), Herzog von Pommern-Stettin
- Bogislaw VIII. († 1418), Herzog von Pommern
- Bogislaw von Schlawe, Fürst von Schlawe-Stolp
- Bogislaw X. (1454–1523), Herzog von Pommern
- Bogislaw XIII. (1544–1606), Herzog von Pommern
- Bogislaw XIV. (1580–1637), Herzog von PommernBogislaw XIV. (1580–1637)

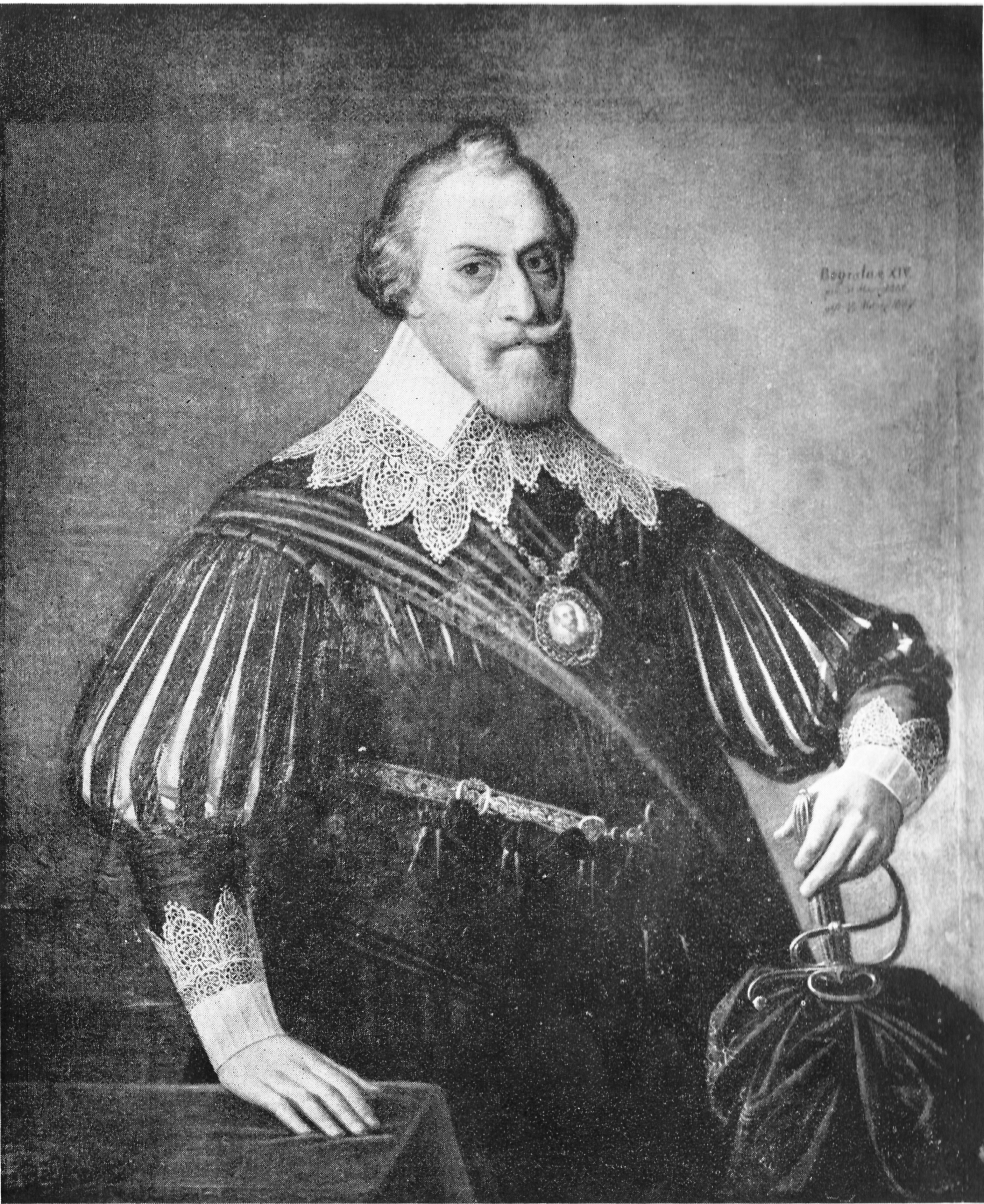
Bogislaw XIV. (1580–1637)

### Bogl
- Bögl, Günther (1932–2020), österreichischer Polizist, Polizeipräsident von Wien
- Bögl, Hans (1899–1974), österreichischer Politiker (SPÖ), Abgeordneter zum Nationalrat und Landeshauptmann des Burgenlandes
- Bögl, Lucas (* 1990), deutscher Skilangläufer
- Bogle (1964–2005), jamaikanischer Tänzer
- Bögle, Barnabas (* 1957), deutscher Geistlicher, 38. Abt der Benediktinerabtei EttalBarnabas Bögle (* 1957)

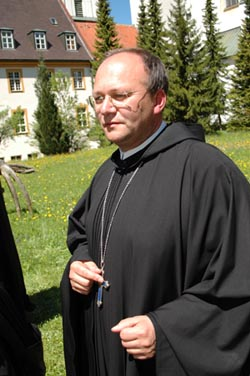
Barnabas Bögle (* 1957)

- Bögle, Christian (* 1979), deutscher Cartoon-Zeichner
- Bogle, Eric (* 1944), schottisch-australischer Sänger, Liedermacher und Friedensaktivist
- Bogle, Jayden (* 2000), englischer Fußballspieler
- Bogle, John (1929–2019), US-amerikanischer Investmentmanager und wirtschaftswissenschaftlicher Autor
- Bogle, Paul († 1865), jamaikanischer Baptist
- Bögle, Reinhard (* 1952), deutscher Erziehungswissenschaftler, Yoga-Lehrer und Autor
- Bögle, Sepp (* 1950), deutscher Künstler und Autor
- Bogle, William Lockhart (1857–1900), britischer Porträt- und Genremaler sowie Illustrator der Düsseldorfer Schule
- Bögler, Franz (1902–1976), deutscher Politiker (SPD), MdL
- Bogler, Friedrich Wilhelm (1902–1945), deutscher Maler
- Bögler, Karl (1837–1866), deutscher Architekturmaler
- Bogler, Theodor (1897–1968), deutscher Keramiker und Benediktiner-Pater
- Bogler, Wilhelm (1825–1906), deutscher Architekt des Historismus
- Bogler-Plankenberg, Agnes (1848–1927), deutsche Schriftstellerin
- Bogley, Samuel (* 1941), US-amerikanischer Politiker
- Bögli, Alfred (1912–1998), Schweizer Höhlenforscher
- Bögli, Arnold (* 1897), Schweizer Ringer und Schwinger
- Bögli, Lina (1858–1941), Schweizer Reiseschriftstellerin
- Bögli, Noah (* 1996), Schweizer Radsportler
- Bogliacino, Mariano (* 1980), uruguayischer Fußballspieler
- Boglioli, Wendy (* 1955), US-amerikanische Schwimmerin
- Bogliolo, Luigi (1910–1999), italienischer Theologe
- Bogliolo, Luminosa (* 1995), italienische Hürdenläuferin

### Bogm
- Bogmis, Dieudonné (1955–2018), kamerunischer Geistlicher, römisch-katholischer Bischof von Eséka

### Bogn
- Bognanni, Massimo (* 1984), deutscher Investigativjournalist, Buch- und Filmautor
- Bognar, Erra (1887–1979), deutsche Theater- und Filmschauspielerin
- Bognár, Friederike (1840–1914), deutsch-österreichische Schauspielerin
- Bognár, János (1914–2004), ungarischer Radrennfahrer
- Bognár, Judit (1939–2011), ungarische Kugelstoßerin und Diskuswerferin
- Bognar, Kristina (* 1983), deutsch-ungarische Volleyballspielerin
- Bognar, Steven (* 1963), US-amerikanischer Filmregisseur
- Bognár, Tamás (* 1978), ungarischer Fußballschiedsrichter
- Bognar, Zoran (* 1965), serbischer Dichter und Schriftsteller
- Bognár-Bódi, Bernadett (* 1986), ungarische Handballspielerin
- Bogner, Alexander (* 1969), deutscher Soziologe
- Bogner, Christian (* 1955), deutscher Schwerverbrecher
- Bogner, Daniel (* 1972), römisch-katholischer Theologe und Hochschullehrer
- Bogner, Dennis (* 1985), deutscher Schlagersänger
- Bogner, Dieter (* 1942), österreichischer Kunsthistoriker und Museumsmanager
- Bogner, Eva, österreichische Tischtennisspielerin
- Bogner, F. J. (1934–2020), deutscher Kabarettist, Schauspieler, Schriftsteller, Hörspiel-Autor und Theatertheoretiker
- Bogner, Franz (1875–1956), deutscher Arzt und Kommunalpolitiker (SPD)
- Bogner, Franz M. (* 1944), österreichischer Manager, Journalist, Autor und Universitätslehrer
- Bogner, Franz X. (* 1953), deutscher Biologe und Hochschullehrer
- Bogner, Franz Xaver (* 1949), deutscher RegisseurFranz Xaver Bogner (* 1949)

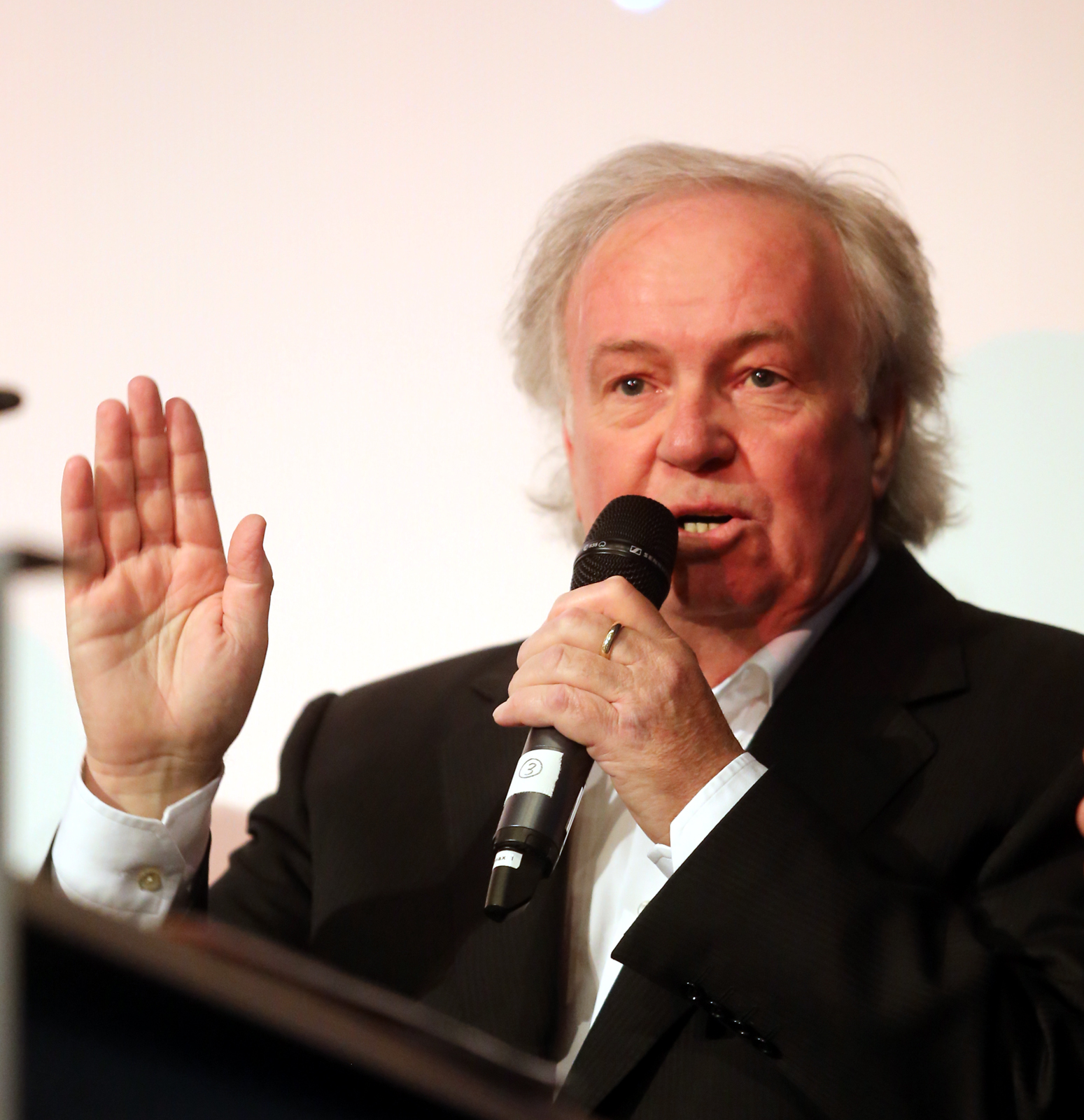
Franz Xaver Bogner (* 1949)

- Bogner, Hans (1895–1948), deutscher Altphilologe
- Bogner, Hermann (1921–2012), deutscher Agrarwissenschaftler und Hochschullehrer
- Bogner, Jens (* 1970), deutscher Sänger
- Bogner, Johannes Richard (* 1960), deutscher Arzt und Hochschullehrer
- Bogner, Leo (1912–1971), österreichischer Fechter und Moderner Fünfkämpfer
- Bogner, Peter (* 1963), österreichischer Kulturmanager und Museumsdirektor
- Bogner, Sebastian (* 1991), deutscher Schachspieler
- Bogner, Simon († 1568), sächsischer Bergbeamter und Bergbauunternehmer
- Bogner, Sophia (* 1987), deutsche Fernsehjournalistin, Reporterin und Buchautorin
- Bogner, Tobias (* 1990), deutscher Skispringer
- Bogner, Willy junior (* 1942), deutscher SkirennläuferWilly Bogner junior (* 1942)

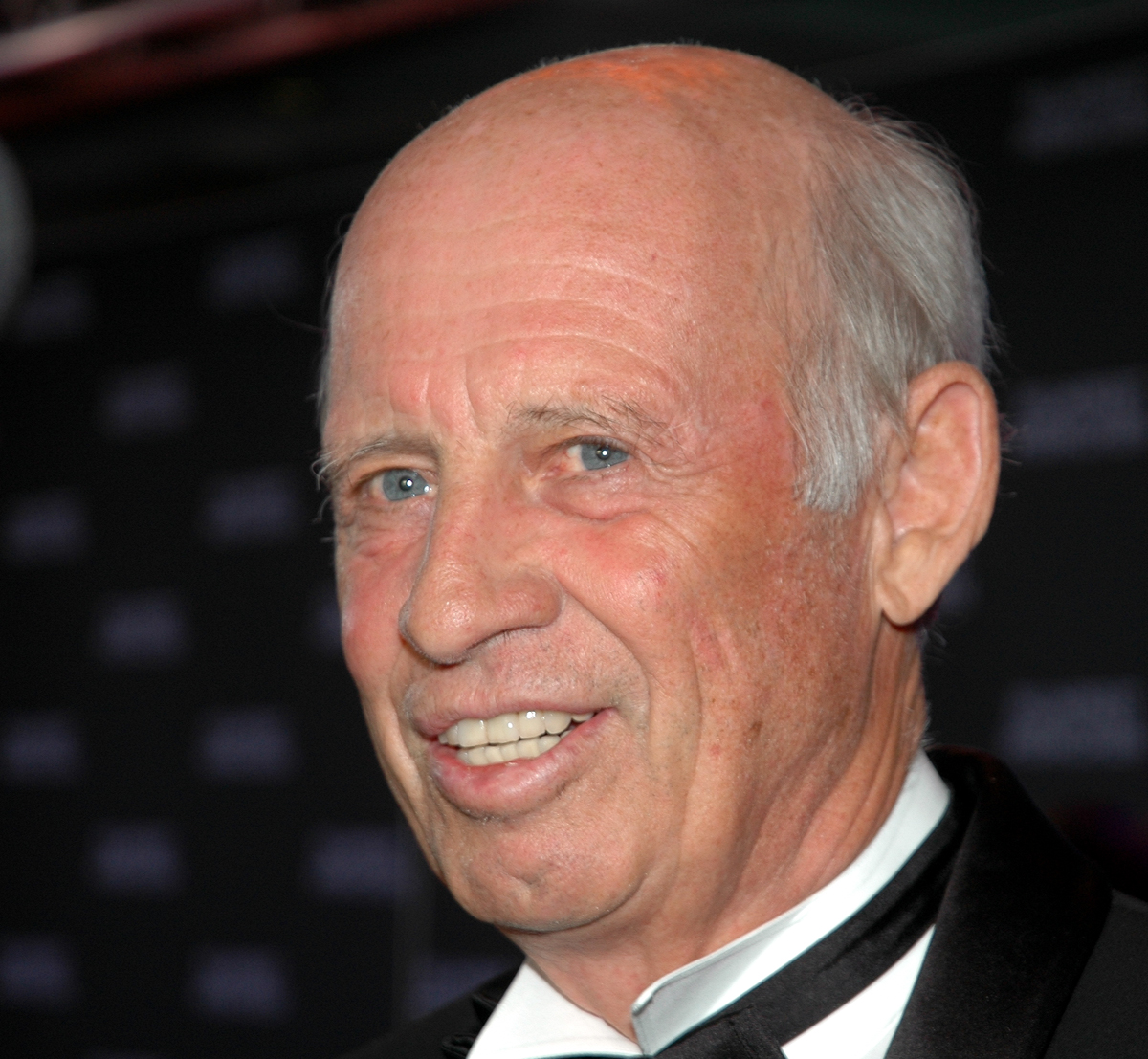
Willy Bogner junior (* 1942)

- Bogner, Willy senior (1909–1977), deutscher Skisportler und Unternehmer
- Bogner-Strauß, Juliane (* 1971), österreichische Molekularbiologin, Biochemikerin und Politikerin (ÖVP)
- Bogner-Unden, Andrea (* 1955), deutsche Politikerin (Bündnis 90/Die Grünen), MdL
- Bognermayr, Hubert (1948–1999), österreichischer Komponist und Pionier der elektronischen Musik

### Bogo
- Bogoev, Ksente (1919–2008), jugoslawischer bzw. mazedonischer Ökonom und Politiker
- Bogojevic, Alexandra (* 1951), deutsche Schauspielerin
- Bogojevic, Mirjana (* 1979), deutsches Fotomodell sowie Schönheitskönigin
- Bogojevič, Vladimir (* 1976), deutscher Basketballtrainer und ehemaliger Basketballspieler
- Bogojewski, Wladimir (* 1953), jugoslawischer Volleyballspieler
- Bogolepow, Nikolai Pawlowitsch (1846–1901), russischer Minister für Volksbildung
- Bogoljubow, Alexei Petrowitsch (1824–1896), russischer Landschafts- und Marinemaler
- Bogoljubow, Efim (1889–1952), ukrainisch-deutscher SchachgroßmeisterEfim Bogoljubow (1889–1952)

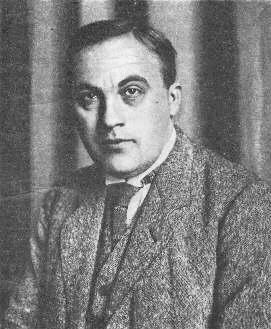
Efim Bogoljubow (1889–1952)

- Bogoljubow, Klawdi Michailowitsch (1909–1996), sowjetischer Politiker
- Bogoljubow, Nikolai Iwanowitsch (1899–1980), sowjetischer Schauspieler
- Bogoljubow, Nikolai Nikolajewitsch (1909–1992), sowjetischer theoretischer Physiker und Mathematiker
- Bogoljubow, Weniamin Jakowlewitsch (1895–1954), sowjetischer Bildhauer
- Bogoljubski, Andrei (1111–1174), russischer Großfürst von Kiew, Susdal und Wladimir
- Bogoljubski, Igor Alexejewitsch (* 1985), russischer Eisschnellläufer
- Bogollagama, Rohitha (* 1954), sri-lankischer Politiker
- Bogoļubovs, Ārons (* 1938), sowjetischer Judoka
- Bogomasow, Alexander Konstantinowitsch (1880–1930), russischer Maler
- Bogomasowa, Anna Witaljewna (* 1990), russische Kickboxerin, Martial-Arts-Kämpferin und Wrestlerin
- Bogomasowa, Jelena Walerjewna (* 1982), russische Schwimmerin
- Bogomil, möglicherweise der Begründer der religiösen Bewegung der Bogomilen in Bulgarien
- Bogomolny, Eugene, russischer mathematischer Physiker
- Bogomolow, Alex Alexandrowitsch (* 1983), US-amerikanisch-russischer Tennisspieler
- Bogomolow, Alexei Fjodorowitsch (1913–2009), russischer Ingenieur und Pionier der Raumfahrt
- Bogomolow, Dmitri Witaljewitsch (* 1976), russischer Film- und Fernsehschauspieler
- Bogomolow, Fjodor Alexejewitsch (* 1946), russischer Mathematiker
- Bogomolow, Oleg Alexejewitsch (* 1950), sowjetischer bzw. russischer Politiker
- Bogomolow, Oleg Timofejewitsch (1927–2015), sowjetischer bzw. russischer Wirtschaftswissenschaftler
- Bogomolow, Wladimir Ossipowitsch (1926–2003), sowjetischer Schriftsteller
- Bogomolowa, Galina Jewgenjewna (* 1977), russische Langstreckenläuferin
- Bogomolowa, Ljubow Grigorjewna (1902–1983), sowjetische Hämatologin und Hochschullehrerin
- Bogon, Christoph (* 1971), deutscher Kirchenmusiker
- Bogoras, Larissa (1929–2004), sowjetische und russische Literaturwissenschaftlerin und Dissidentin
- Bogoras, Wladimir Germanowitsch (1865–1936), russischer Revolutionär und Völkerkundler
- Bogoria, Jarosław († 1376), polnischer Erzbischof
- Bogoridi, Aleksandar (1822–1910), bulgarischer Politiker, hoher osmanischer Beamter
- Bogoridi, Nikola (1820–1863), Kaymakam des Fürstentums Moldau (1857–1858)
- Bogoridi, Stefan (1775–1859), bulgarischer Politiker, osmanischer Beamter, Kaymakam des Fürstentums Moldau
- Bogorow, Iwan (1818–1892), bulgarischer Enzyklopädist, Aufklärer
- Bogosavac, Miroslav (* 1996), serbischer Fußballspieler
- Bogosavljević, Boban (* 1988), serbischer Schachgroßmeister
- Bogosian, Eric (* 1953), US-amerikanischer Schauspieler und DramatikerEric Bogosian (* 1953)

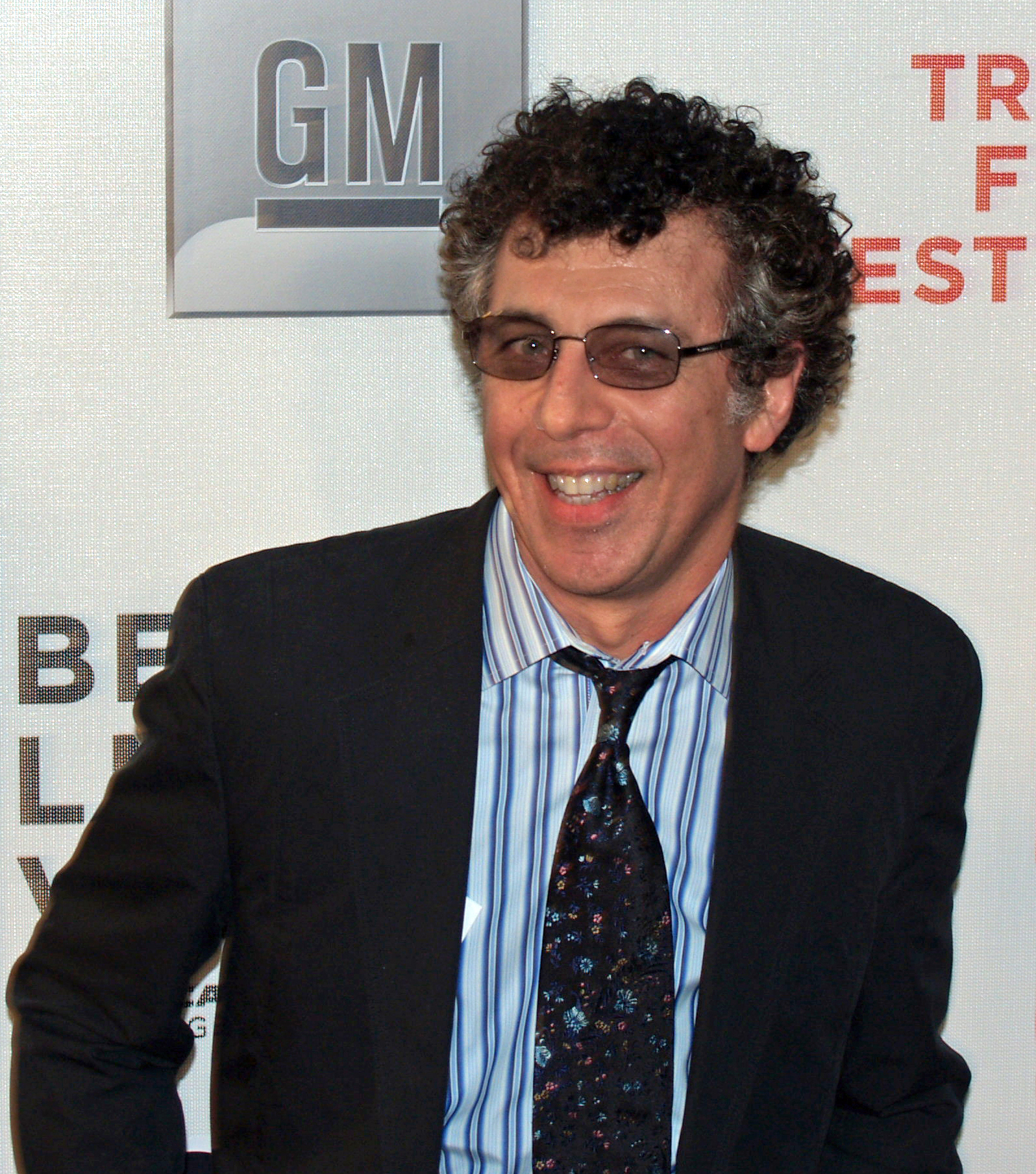
Eric Bogosian (* 1953)

- Bogosian, Richard (* 1937), US-amerikanischer Diplomat
- Bogosian, Zach (* 1990), US-amerikanischer Eishockeyspieler
- Bogoslowskaja, Olga Jurjewna (* 1964), russische Leichtathletin
- Bogoslowski, Nikita Wladimirowitsch (1913–2004), russischer Komponist, Dirigent, Musikpublizist und Autor
- Bogouchevskaia, Anna (* 1966), russisch-deutsche Bildhauerin
- Bogovič, Franc (* 1963), slowenischer Politiker
- Bogović, Mile (1939–2020), jugoslawischer bzw. kroatischer Geistlicher, Bischof von Gospić-Senj
- Bogović, Mirko (1816–1893), kroatischer Dichter

### Bogr
- Bogra, Muhammad Ali (1909–1963), pakistanischer Politiker bengalischer Herkunft
- Bográn Barahona, Luis (1849–1895), honduranischer Präsident (1883–1891)
- Bográn, Francisco († 1926), honduranischer Präsident Ende 1919
- Bogren, Anna, schwedische Orientierungsläuferin
- Bogren, Jens (* 1979), schwedischer Musikproduzent
- Bogris, Georgios (* 1989), griechischer Basketballspieler
- Bogrow, Dmitri Grigorjewitsch (1887–1911), russischer Attentäter

### Bogs
- Bogs, Alexander (1896–1989), deutscher Diplomat im Nationalsozialismus
- Bogs, Harald (1938–2025), deutscher Jurist und Hochschullehrer (Öffentliches Recht)
- Bogs, Jürgen (* 1947), deutscher Fußballspieler und -trainerJürgen Bogs (* 1947)

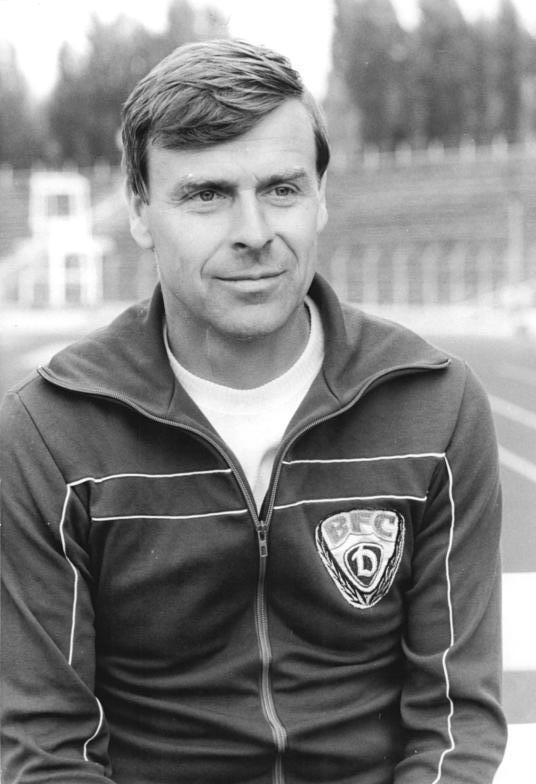
Jürgen Bogs (* 1947)

- Bogs, Steffen (* 1965), deutscher Ruderer
- Bogs, Tom (1944–2023), dänischer Boxer
- Bogs, Ulrich (1908–1984), deutscher Pharmazeut und Hochschullehrer
- Bogs, Walter (1899–1991), deutscher Jurist
- Bøgseth, Hallstein (* 1954), norwegischer Nordischer Kombinierer
- Bøgseth, Jon Eilert (* 1959), norwegischer Skispringer
- Bogstad, Oda Maria Hove (* 1996), norwegische Fußballtorhüterin

### Bogu
- Bogucka, Urszula (* 1996), polnische Schauspielerin
- Bogucki, Jacek (* 1959), polnischer Politiker, Mitglied des Sejm und des Senats
- Bogucki, Mateusz (* 1973), polnischer Mittelalterarchäologe und Numismatiker
- Bogud († 31 v. Chr.), mauretanischer König
- Bogue, Glenn (* 1955), kanadischer Sprinter
- Bogue, Robert T. (* 1964), US-amerikanischer Schauspieler und Synchronsprecher
- Bogues, Muggsy (* 1965), US-amerikanischer Basketballspieler und TrainerMuggsy Bogues (* 1965)
- Bogufał II., Bischof von Posen

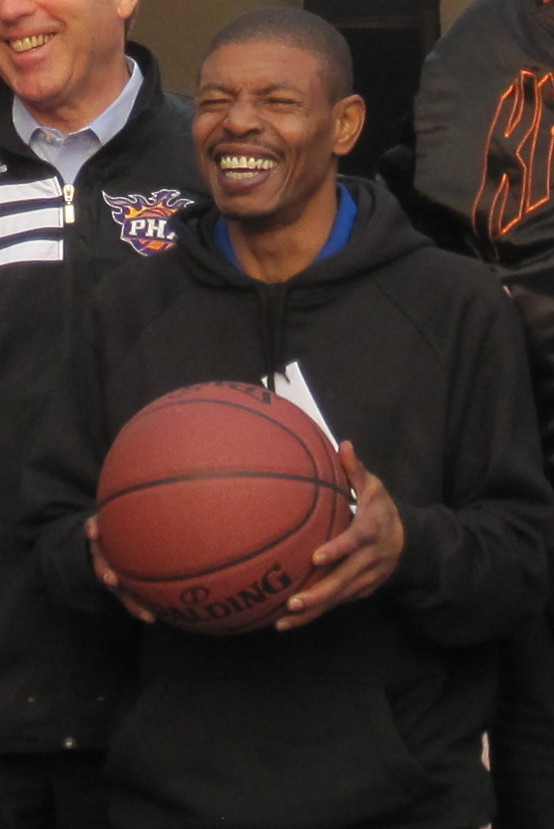
Muggsy Bogues (* 1965)

- Bogujevci, Mehmet (* 1951), jugoslawischer Boxer
- Bogumił, Erzbischof von Gnesen
- Bogumił von Gnesen († 1092), Erzbischof von Gnesen
- Bogumil, Jörg (* 1959), deutscher Politik- und Verwaltungswissenschaftler
- Bogumil, Karlotto (1938–2023), deutscher Historiker und Archivleiter
- Bogun von Wangenheim, Oskar (1830–1885), preußischer Generalleutnant und Kommandeur der 9. Division
- Bogun von Wangenheim, Wilhelm (1797–1865), preußischer Generalleutnant
- Boguniecki, Eric (* 1975), US-amerikanischer Eishockeyspieler, -trainer und -scout
- Bogunović, Goran (* 1989), kroatischer Handballspieler
- Bogunović, Miloš (* 1985), serbischer Fußballspieler
- Bogunowa, Natalija Wassiljewna (1948–2013), sowjetische bzw. russische Schauspielerin
- Boguo, Joris (* 2007), österreichischer Fußballspieler
- Boguș, Adelina (* 1988), rumänische Ruderin
- Bogus, Liz (* 1984), US-amerikanische Fußballspielerin
- Bogusch, Manfred (1939–2002), deutscher Fußballspieler
- Bogush, Elizabeth (* 1977), US-amerikanische Schauspielerin
- Bogušis, Vytautas (* 1959), litauischer Dissident und Politiker
- Boguski, Józef (1853–1933), polnischer Chemiker
- Boguski, Rafał (* 1984), polnischer Fußballspieler
- Boguslawskaja, Xenia Leonidowna (1892–1972), russische Malerin
- Boguslawski, Albert von (1834–1905), preußischer Generalleutnant, Militärschriftsteller
- Boguslawski, Carl Andreas von (1758–1817), deutscher General, Übersetzer und Autor
- Boguslawski, Eduard von (1905–1999), deutscher Pflanzenbauwissenschaftler
- Bogusławski, Edward (1940–2003), polnischer Komponist und Musikpädagoge
- Boguslawski, Heinrich Georg von (1827–1884), deutscher Hydrograph
- Boguslawski, Hugo (* 1970), deutscher figurativer Maler
- Boguslawski, Ladislaus (1847–1896), österreichischer Architekt
- Bogusławski, Marceli (* 1997), polnischer Radrennfahrer
- Boguslawski, Mark Moissejewitsch (1924–2017), russischer Rechtswissenschaftler
- Boguslawski, Michail Solomonowitsch (1886–1937), sowjetischer Gewerkschafter und jüdischer Sozialist
- Boguslawski, Palm Heinrich Ludwig von (1789–1851), deutscher Astronom
- Bogusławski, Stanisław (1804–1870), polnischer Schriftsteller
- Boguslawski, Timur Irekowitsch (* 2000), russischer Autorennfahrer
- Bogusławski, Wilhelm (1825–1901), polnischer Jurist, Historiker und Autor
- Bogusławski, Wojciech (1757–1829), polnischer Schauspieler, Opernsänger, Schriftsteller, Übersetzer, Theaterregisseur und Gründer verschiedener Theater
- Bogussewitsch, Polina (* 2003), russische Sängerin und Gewinnerin des Junior Eurovision Song Contests 2017
- Bogusz, Daniel (* 1974), polnischer Fußballspieler
- Bogusz, Józef (1904–1993), polnischer Chirurg, Ethiker und Medizinhistoriker
- Bogusz, Ryszard (* 1951), polnischer lutherischer Theologe
- Bogusz, Tanja (* 1970), deutsche Soziologin
- Bogusz-Moore, Ewa (* 1975), polnische Kulturmanagerin, Cellistin
- Boguszewski, Krzysztof († 1635), polnischer Maler und Propst in Poznań
- Boguszowicz, Szymon (1575–1648), armenischer Maler in Polen-Litauen
- Bogut, Andrew (* 1984), australischer BasketballspielerAndrew Bogut (* 1984)

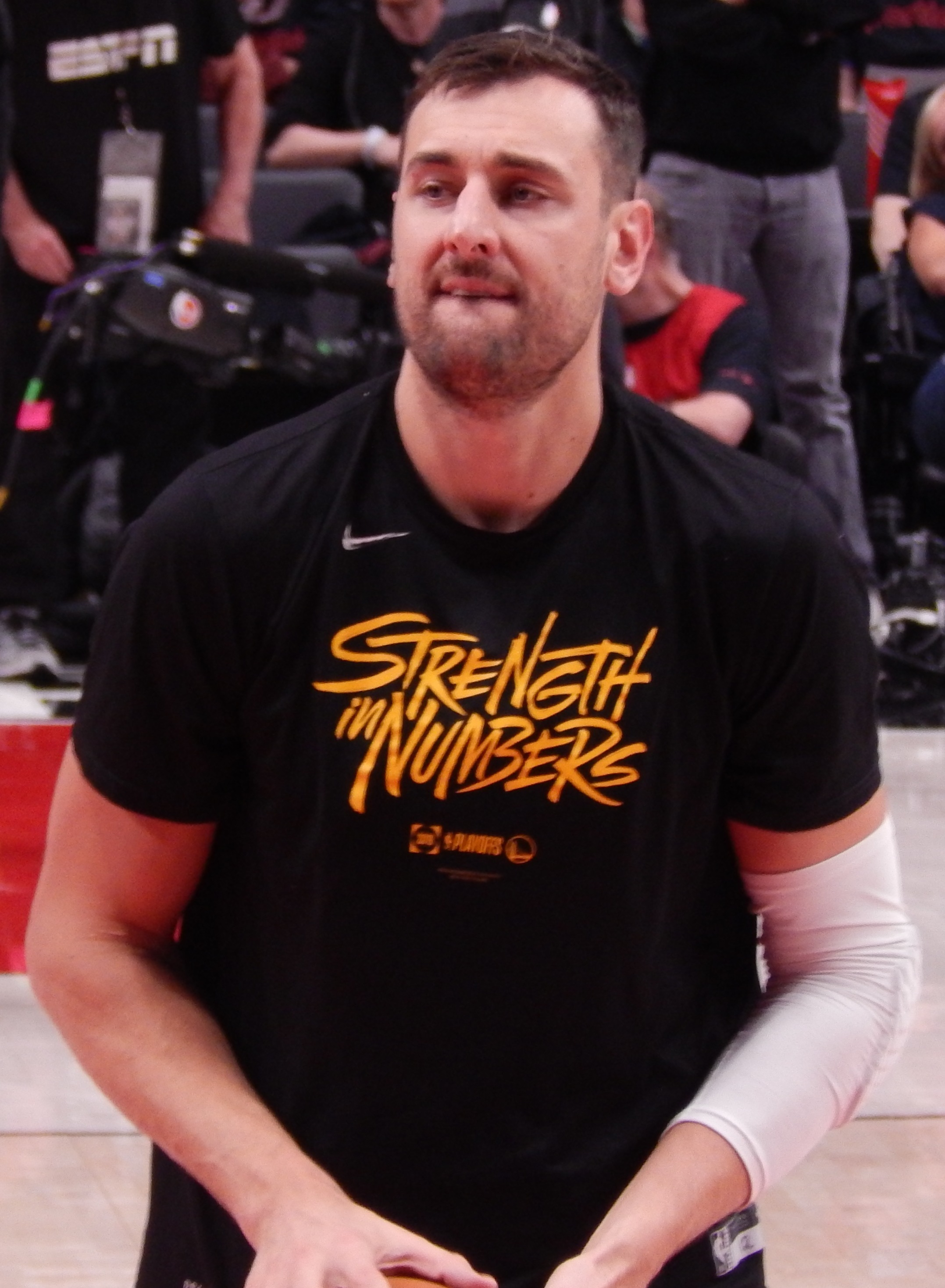
Andrew Bogut (* 1984)

- Boguth, Nicole (* 1965), deutsche Schauspielerin und Moderatorin
- Boguth, Walter (1917–1996), deutscher Ingenieur, Tierarzt und Hochschullehrer

### Bogy
- Bogy, Lewis V. (1813–1877), US-amerikanischer Politiker
- Bogyay, Katalin (* 1956), ungarische Diplomatin und Botschafterin
- Bogye, János (* 1931), ungarischer Generalleutnant